# Biserica de lemn din Hezeriș

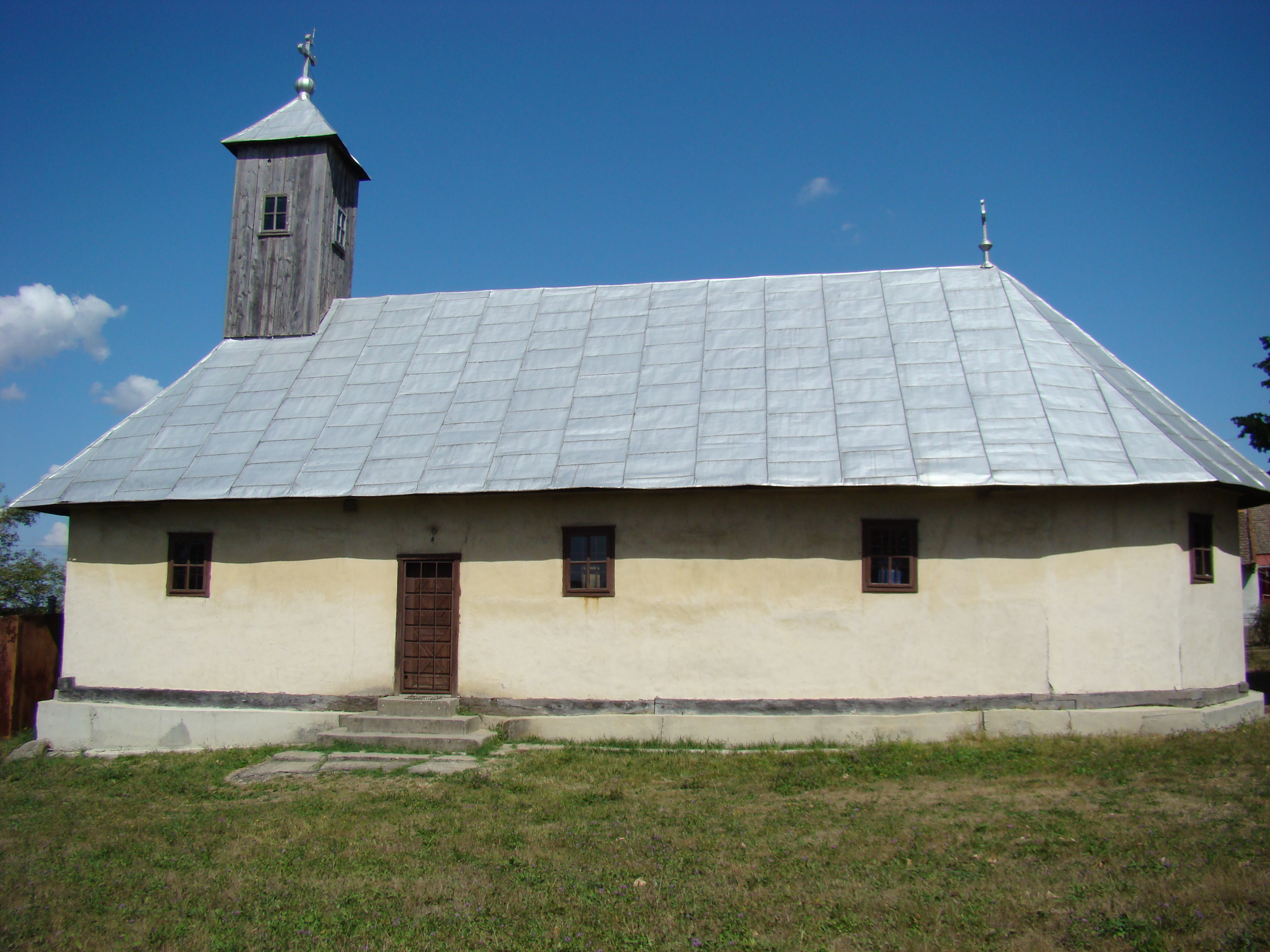
Biserica de lemn „Adormirea Maicii Domnului” din Hezeriş, comuna Coşteiu, județul Timiș, foto: septembrie 2009.

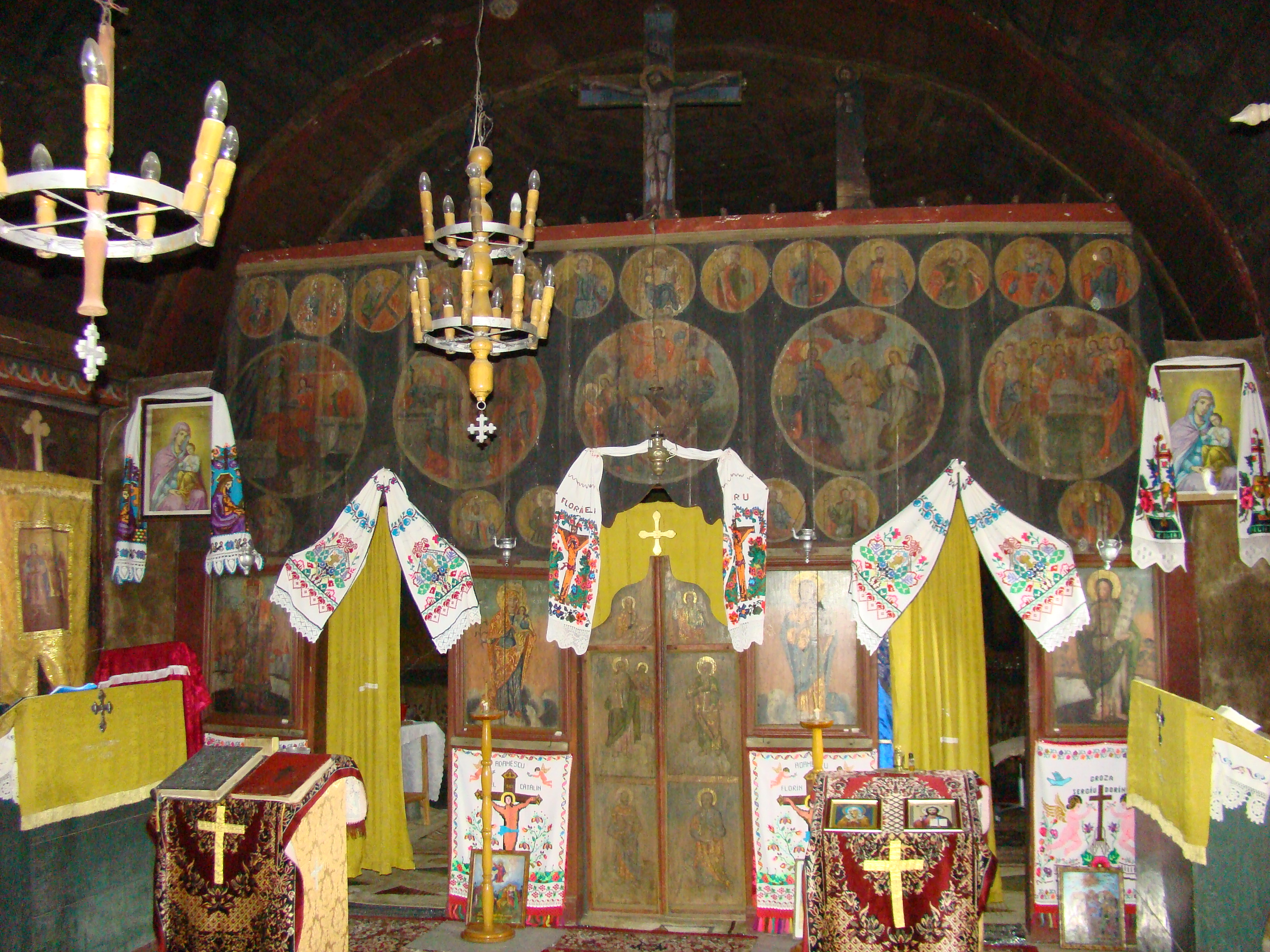
Iconostasul

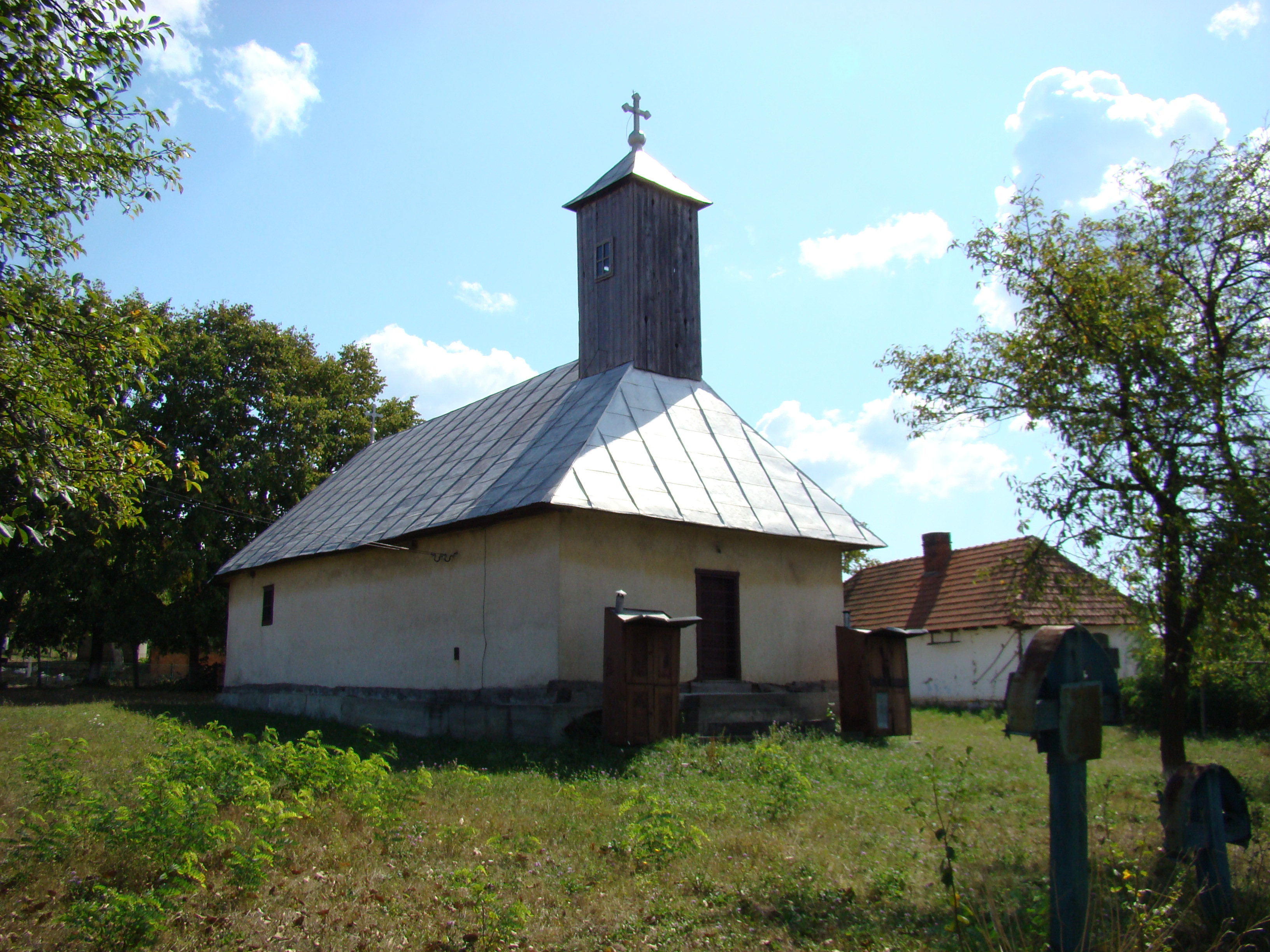
Biserica (nord-vest)

Biserica de lemn din Hezeriș, comuna Coșteiu, județul Timiș datează din secolul XVIII. Are hramul „Adormirea Maicii Domnului” (15 august). Biserica se află pe noua listă a monumentelor istorice sub codul LMI:  TM-II-m-A-06238.

## Istoric și trăsături
Satul Hezeriș este situat la 6 km nord de Lugoj. Prima atestare documentară datează din anul 1401, un nobil de aici fiind desemnat ca om al regelui într-un proces de proprietate cu nobilii din împrejurimi. Mai târziu, în același secol, regele Matei Corvin donează domeniul „Hegyeres” banului de Severin Francisc de Haraszdt. În 1529, regele Ioan Zapolya a donat moșia nobilului lugojan Dimitrie Luca și fiului său Martin, castelani ai cetății Lugoj. Conscripția austriacă din 1517 nu o menționează, dar la 1723 figurează pe harta Banatului, întocmită din ordinul lui Claudius Florimund Mercy, primul guvernator austriac al Banatului, grafia fiind „Egris”. Anul exact al edificării bisericii nu se cunoaște. Conform tradiției locale, acest lăcaș de cult a fost construit în 1743, pe locul numit „Ocolituri”, aflat la 2 km vest de actuala vatră a satului. Măsurile de sistematizare, fac ca locuitorii să se adune pe actuala vatră a satului, prilej cu care biserica este și ea mutată pe actualul amplasament. Reparații s-au făcut la biserică puțin înainte de 1900, iar o reparație capitală în 1960. Atunci i s-a făcut o temelie din piatră de carieră prinsă cu mortar de var, iar șindrila de pe acoperiș și turn a fost schimbată cu tablă zincată. Construcția este realizată din bârne de stejar prinse în „căței”, având pereții exteriori tencuiți cu pământ și spoiți cu var. La penultima restaurare au fost mărite și ferestrele și ușile de acces. Turnul de peste pronaos este zvelt, de formă prismatică, surmontat de un capac piramidal. Ansamblul pictural de la Hezeriș este datat către 1779, el prezintă afinități cu cel de la Zolt și din acest motiv este atribuit zugravului Atanasie din Lugoj.

## Imagini din interior

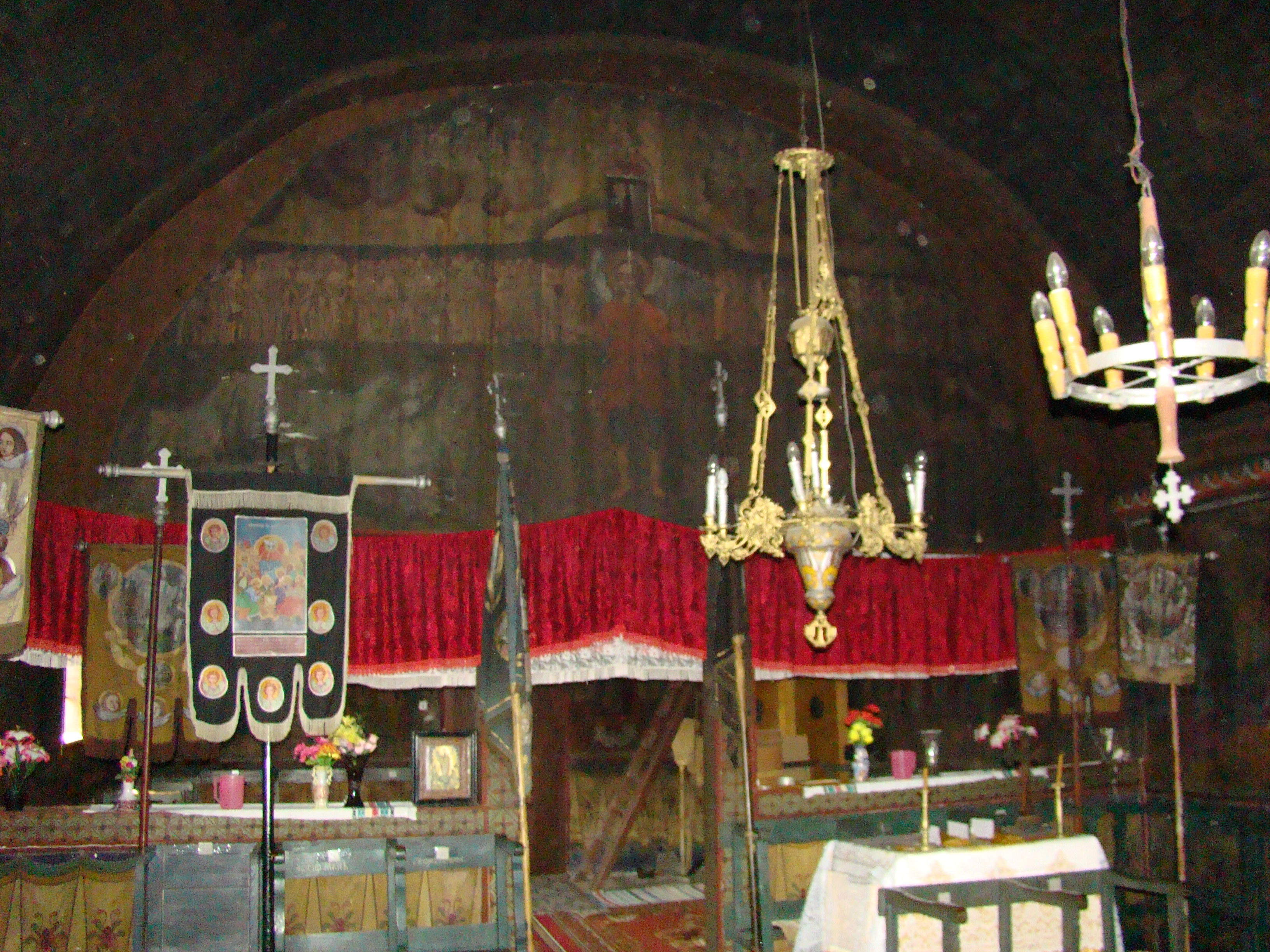
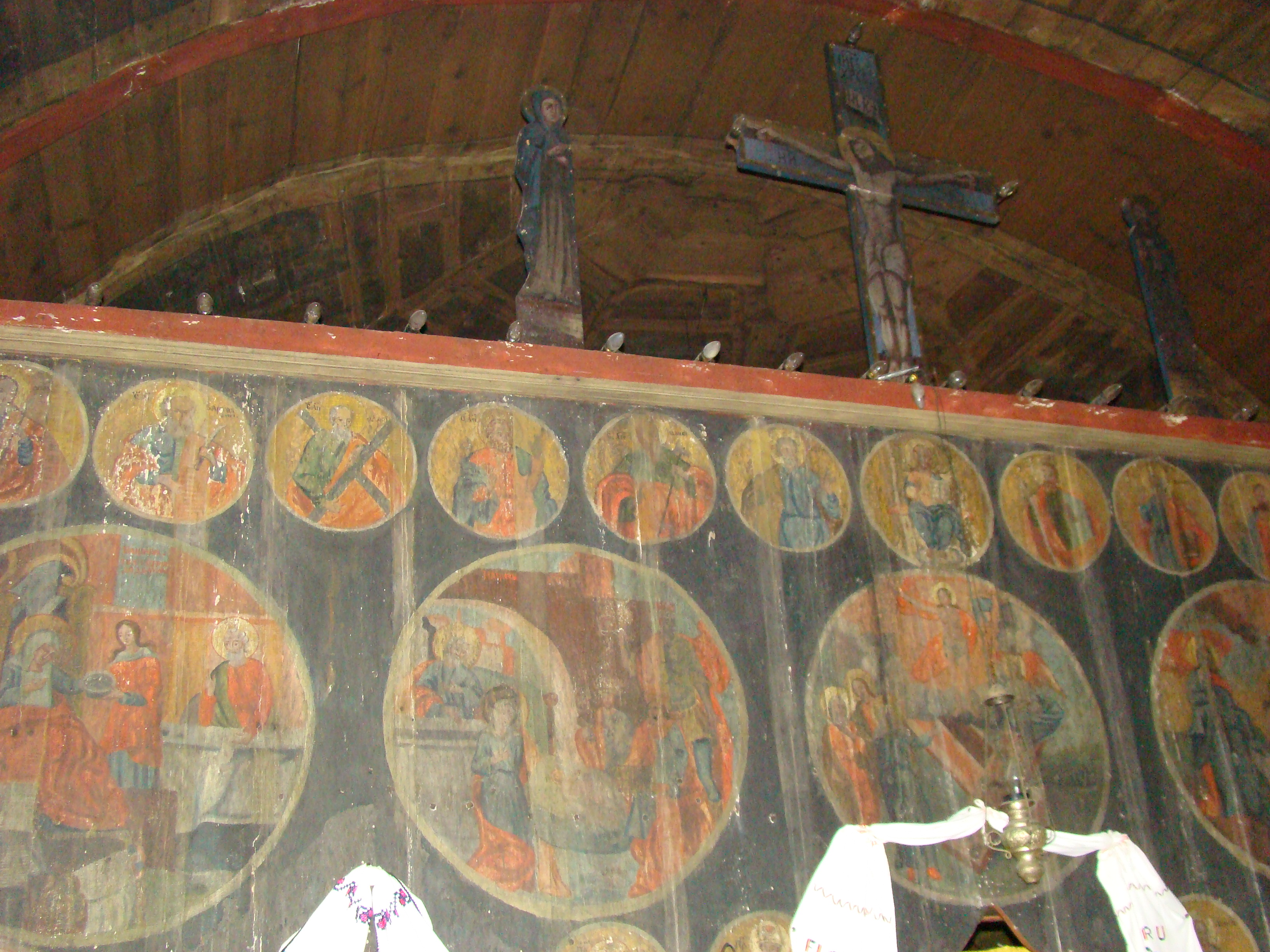
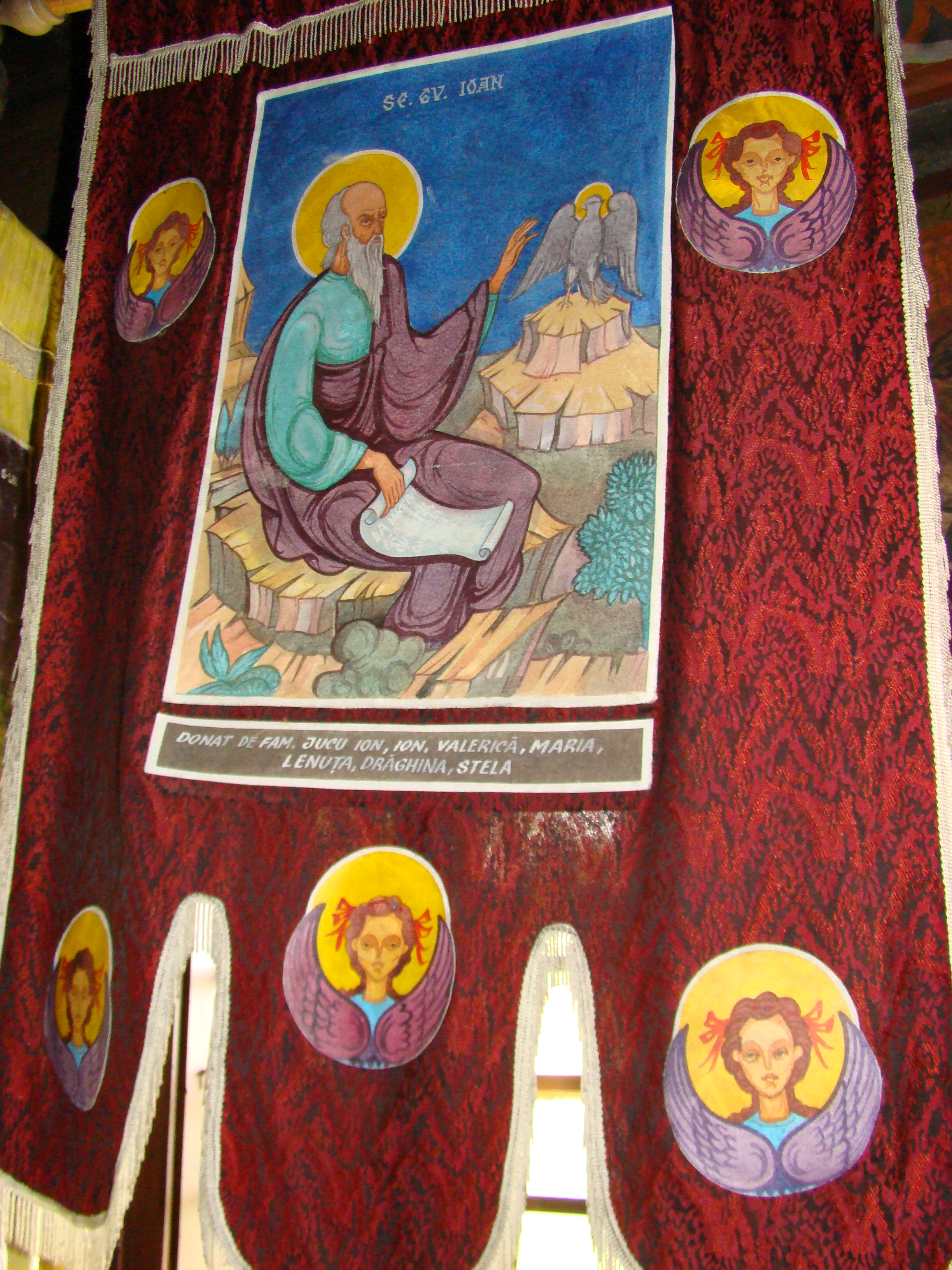
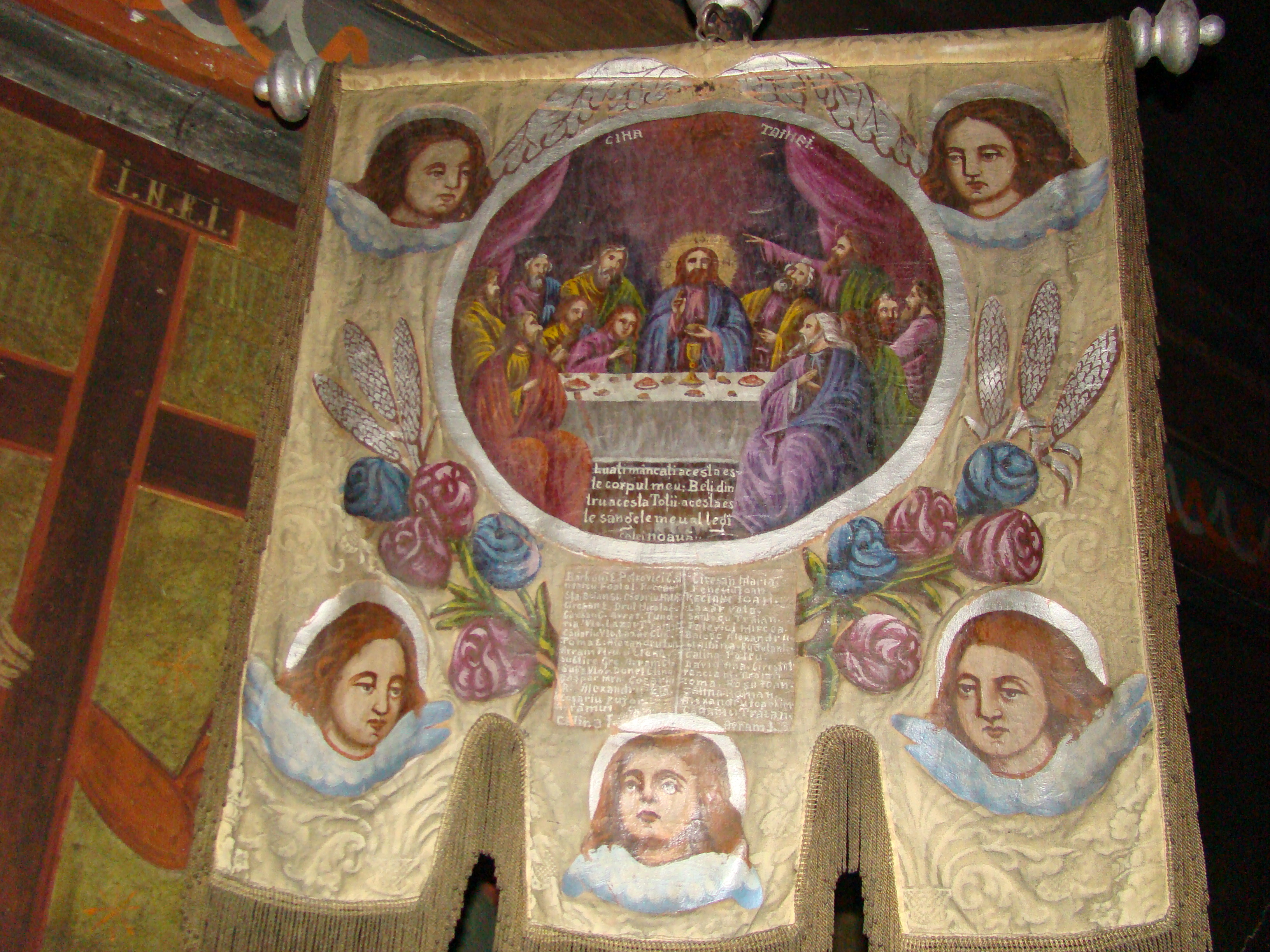
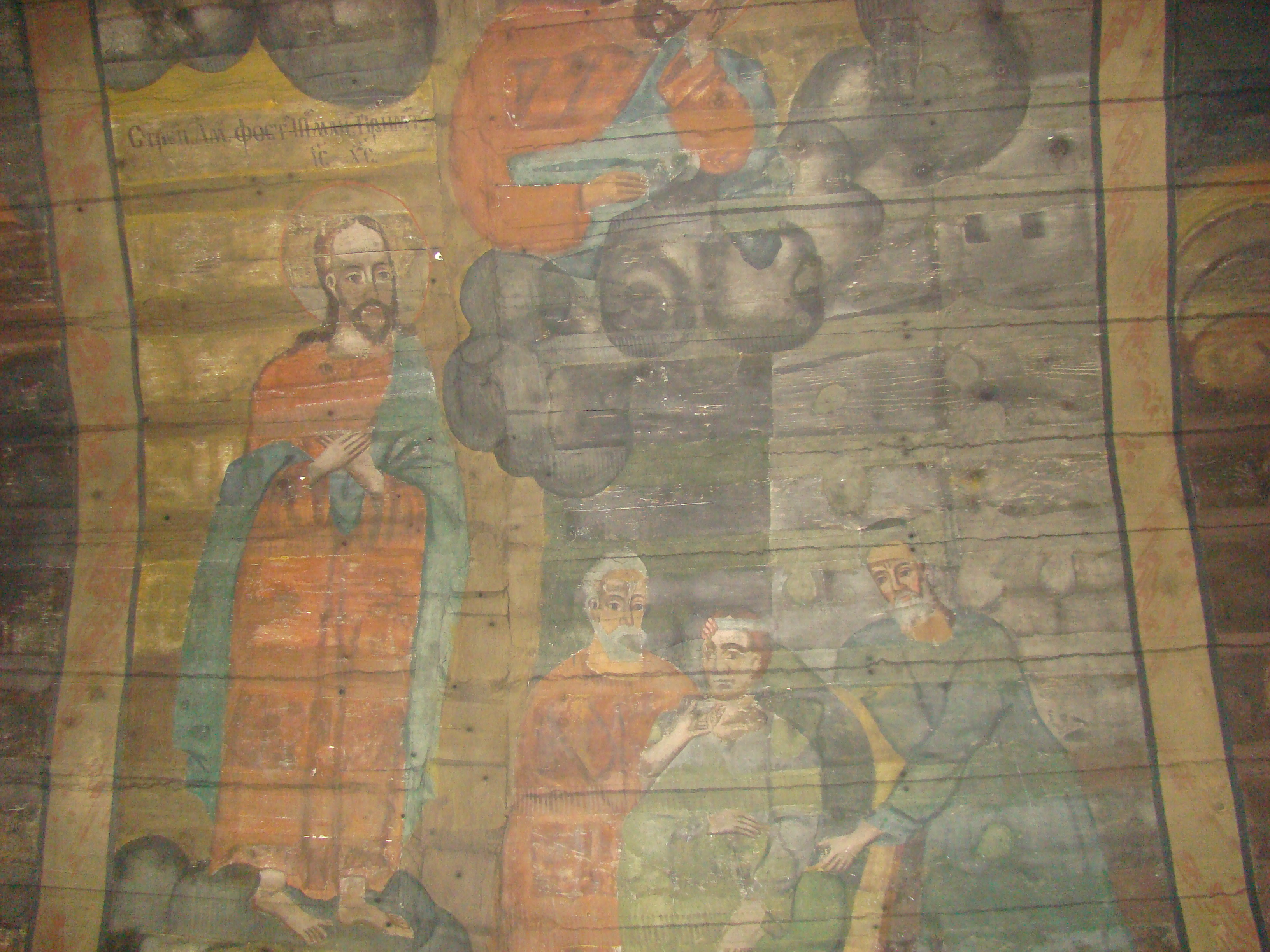
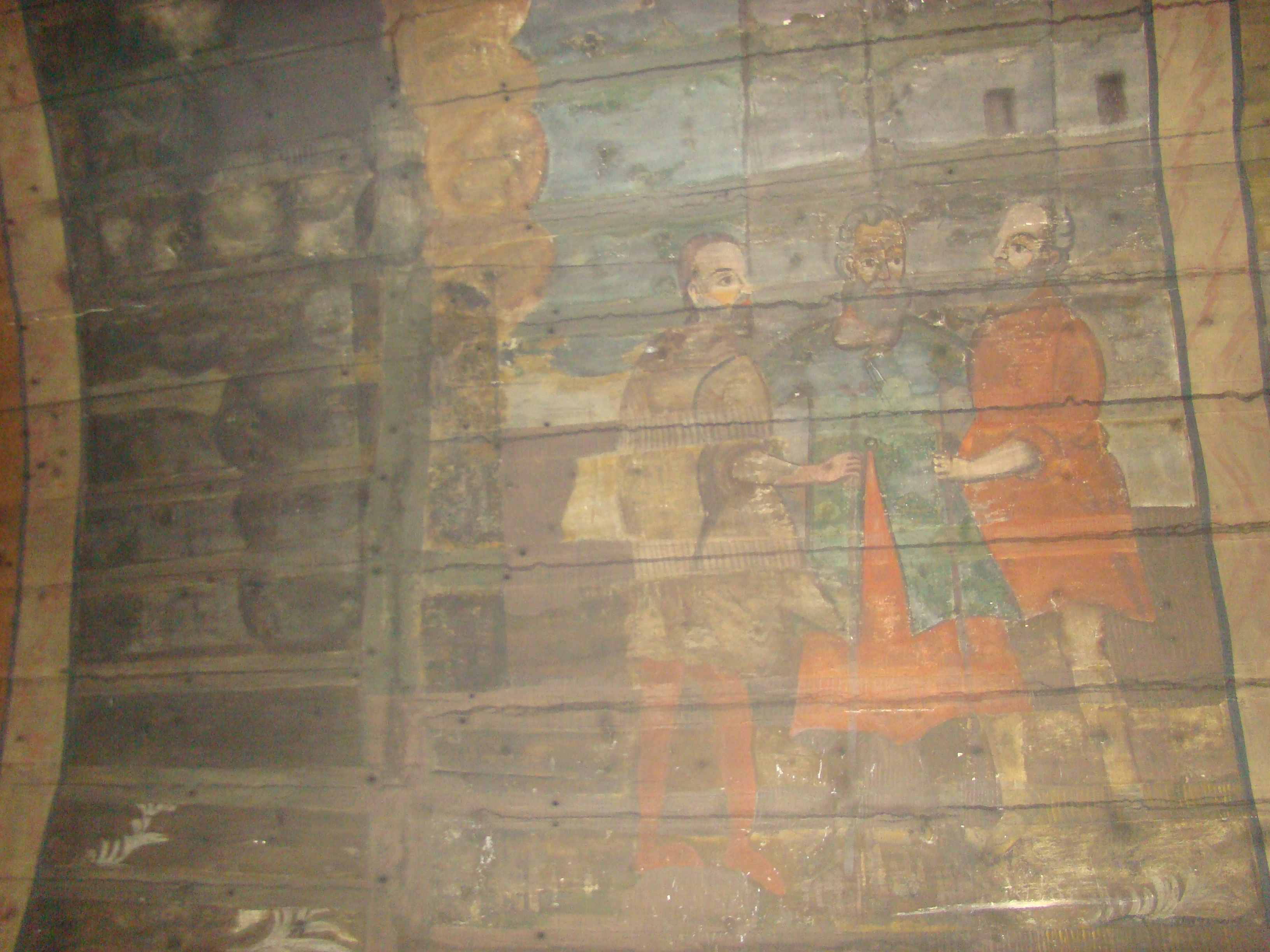
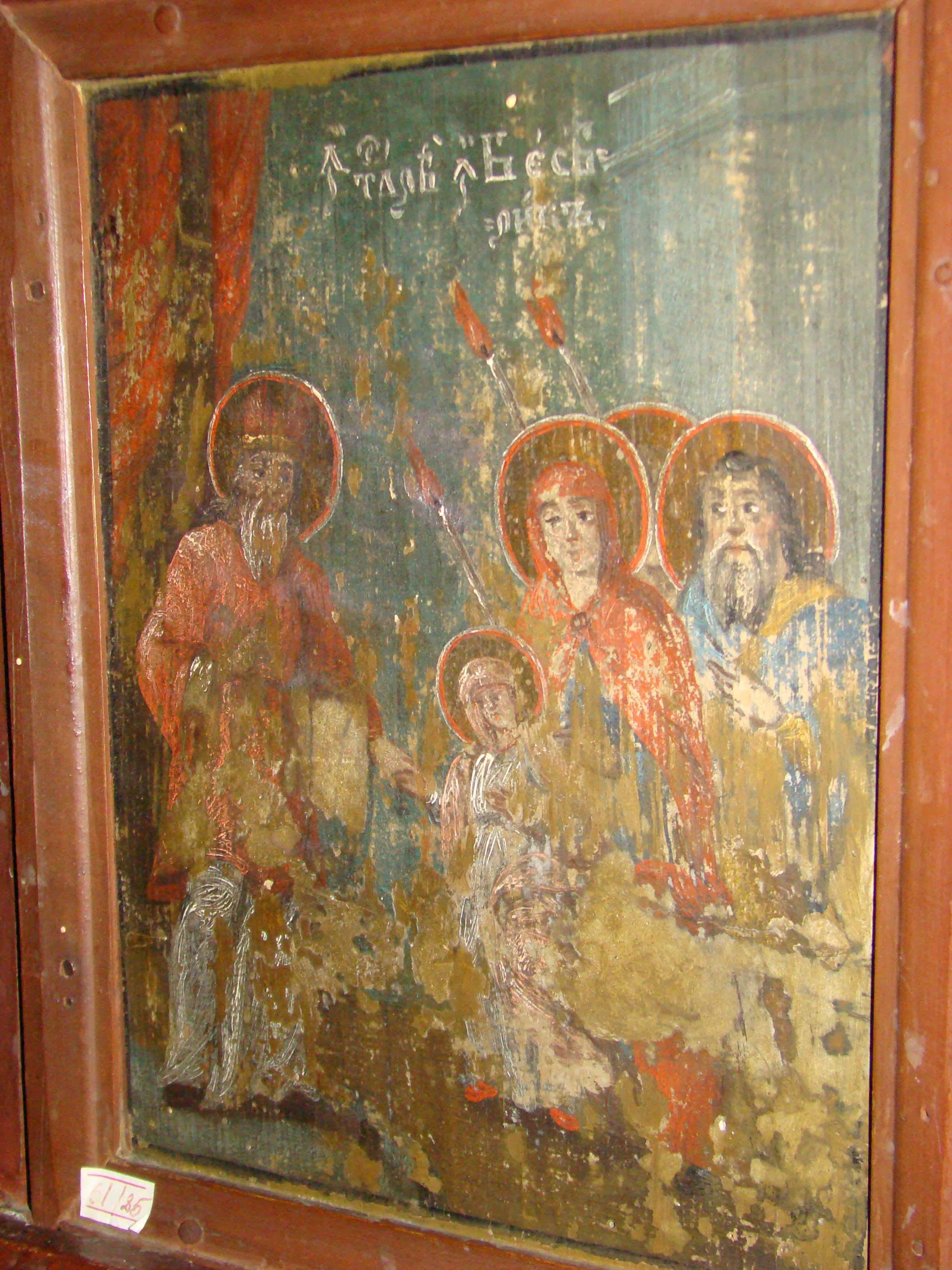
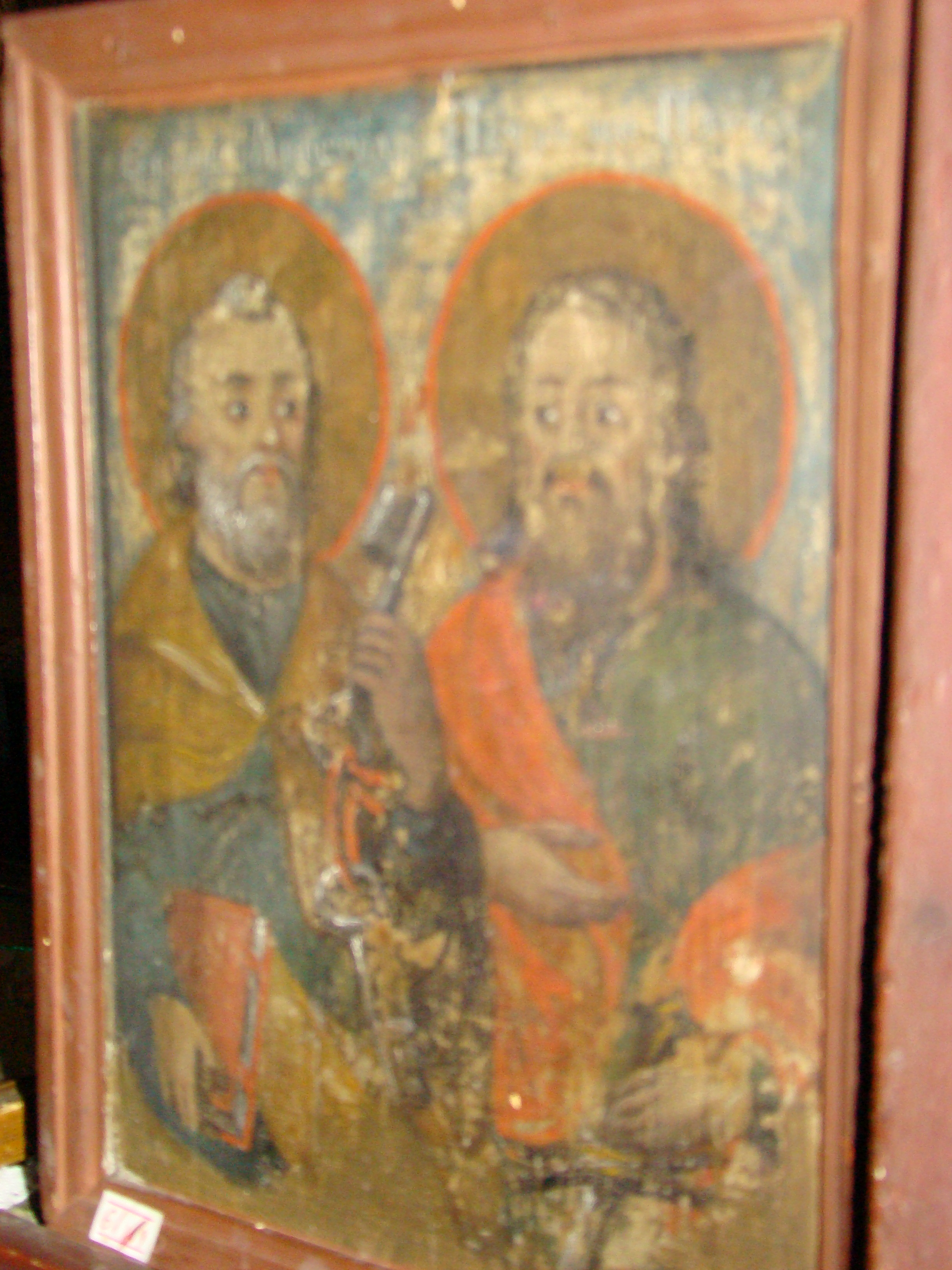
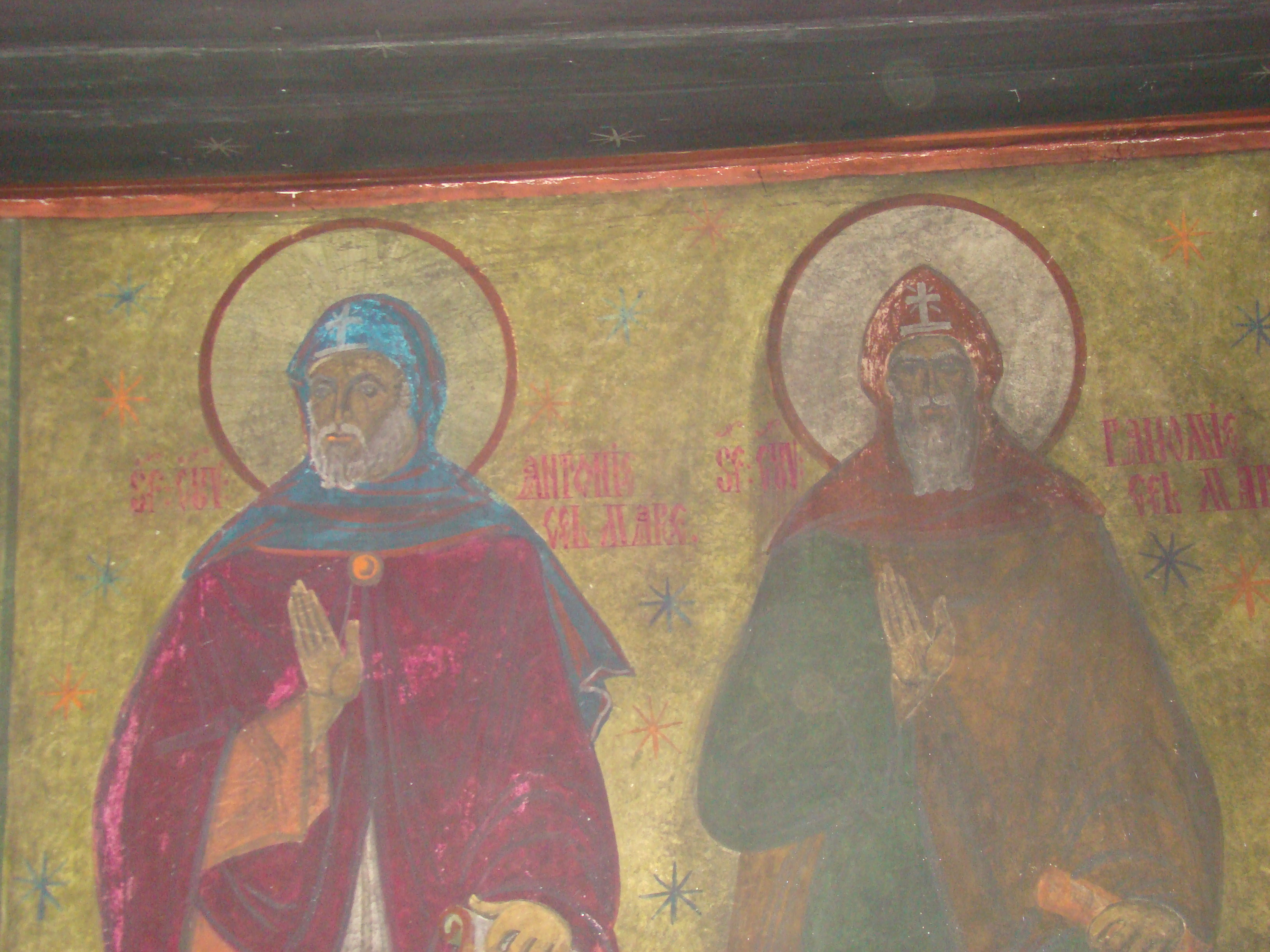
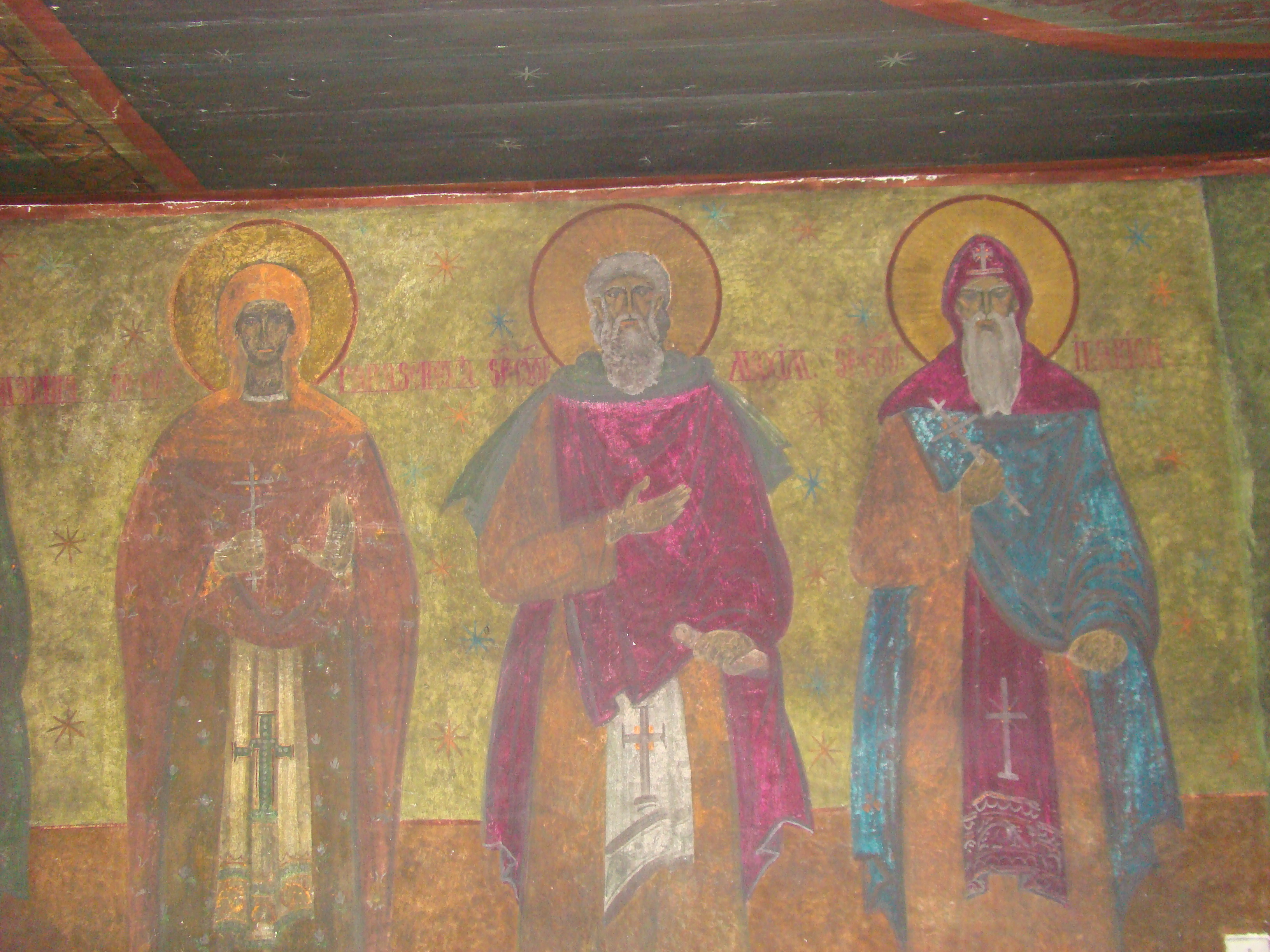
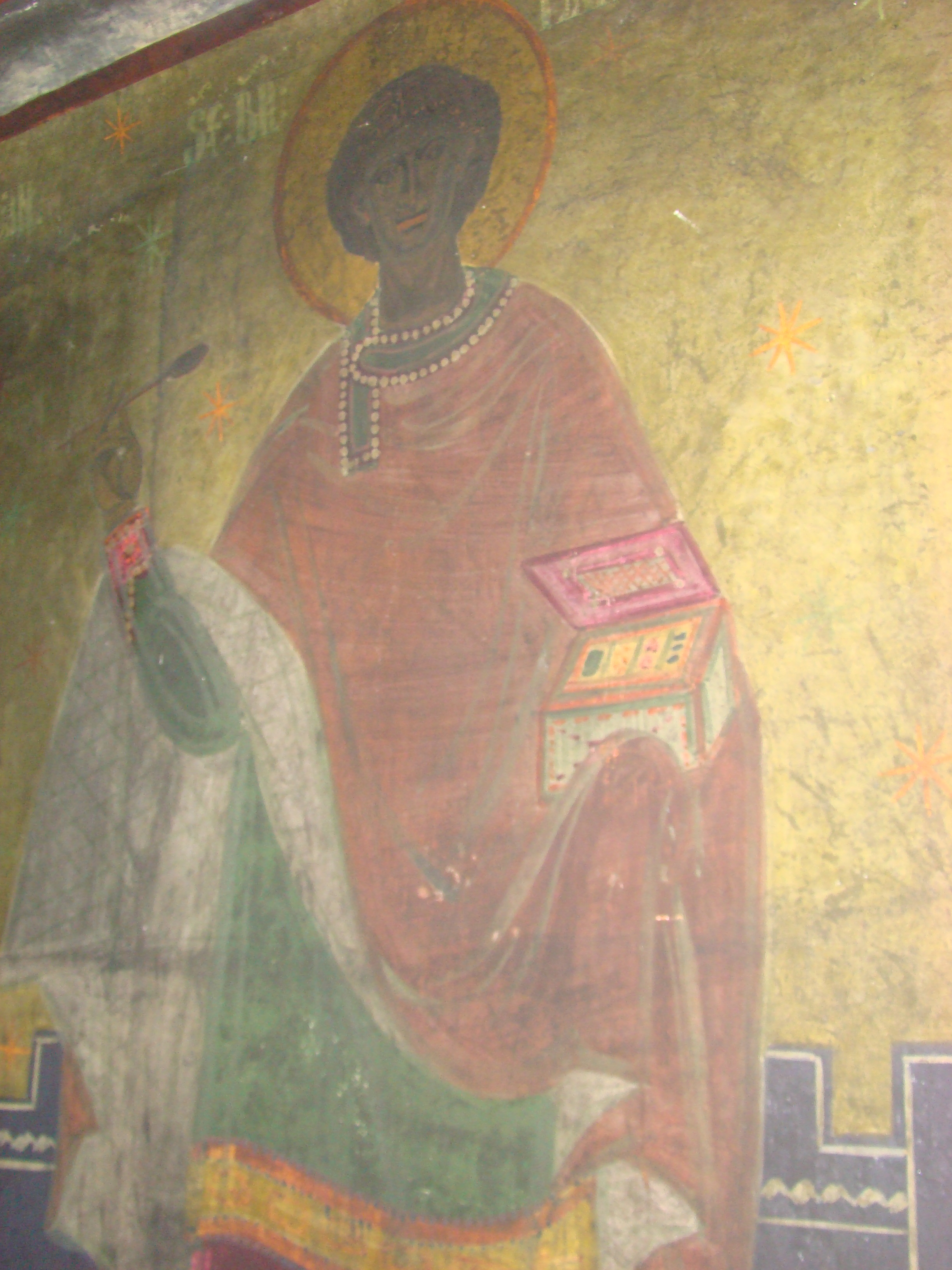
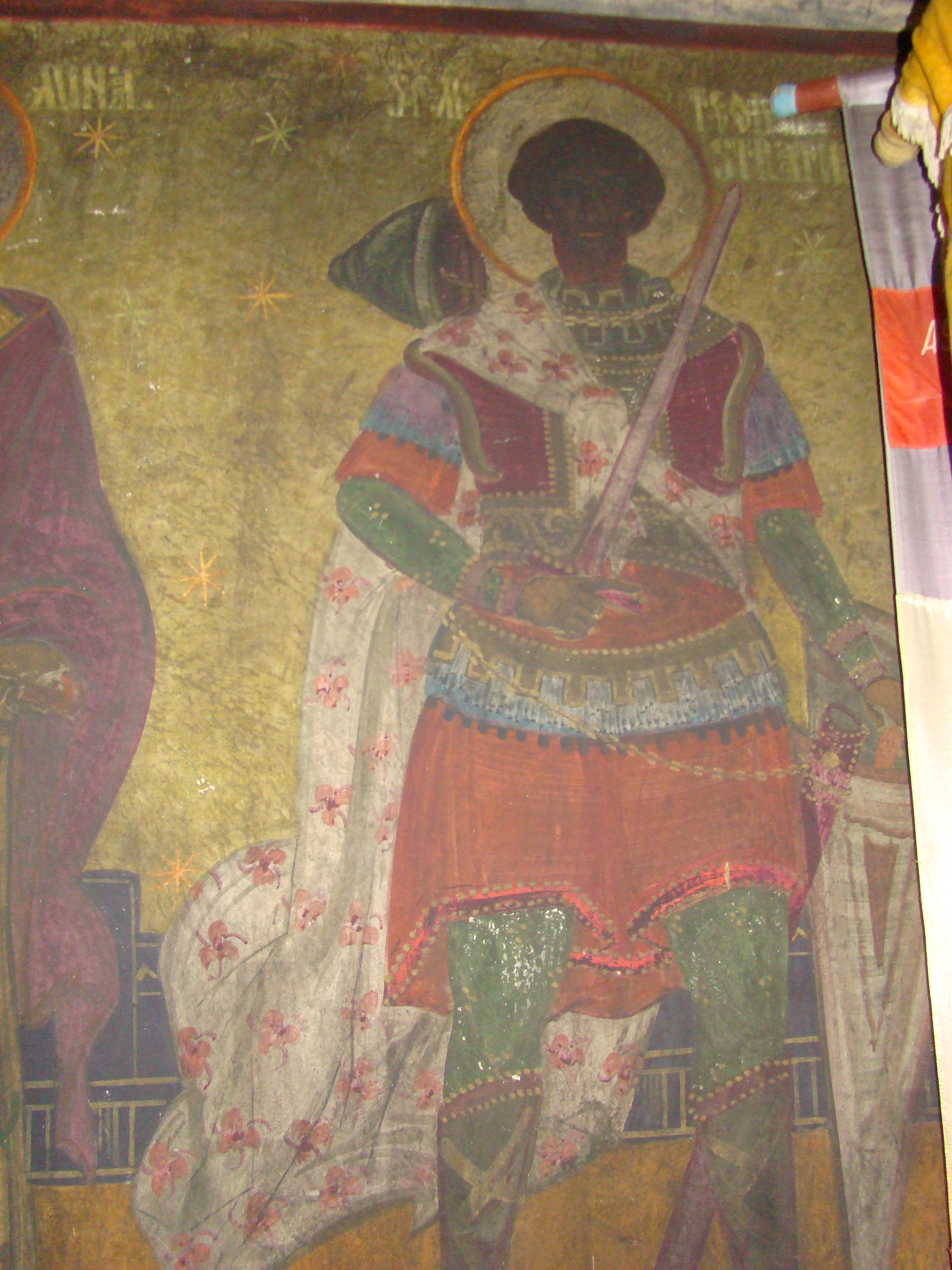
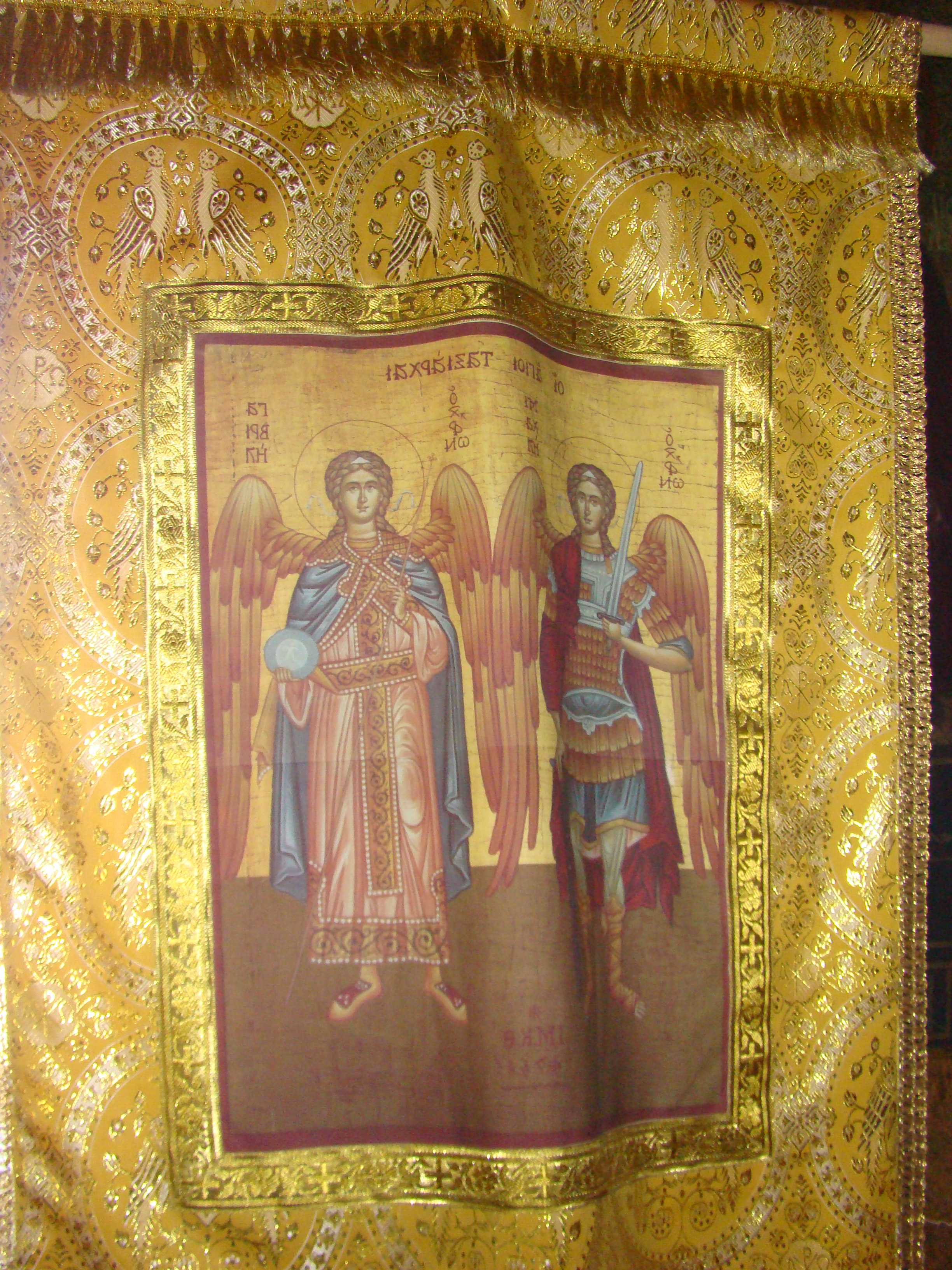
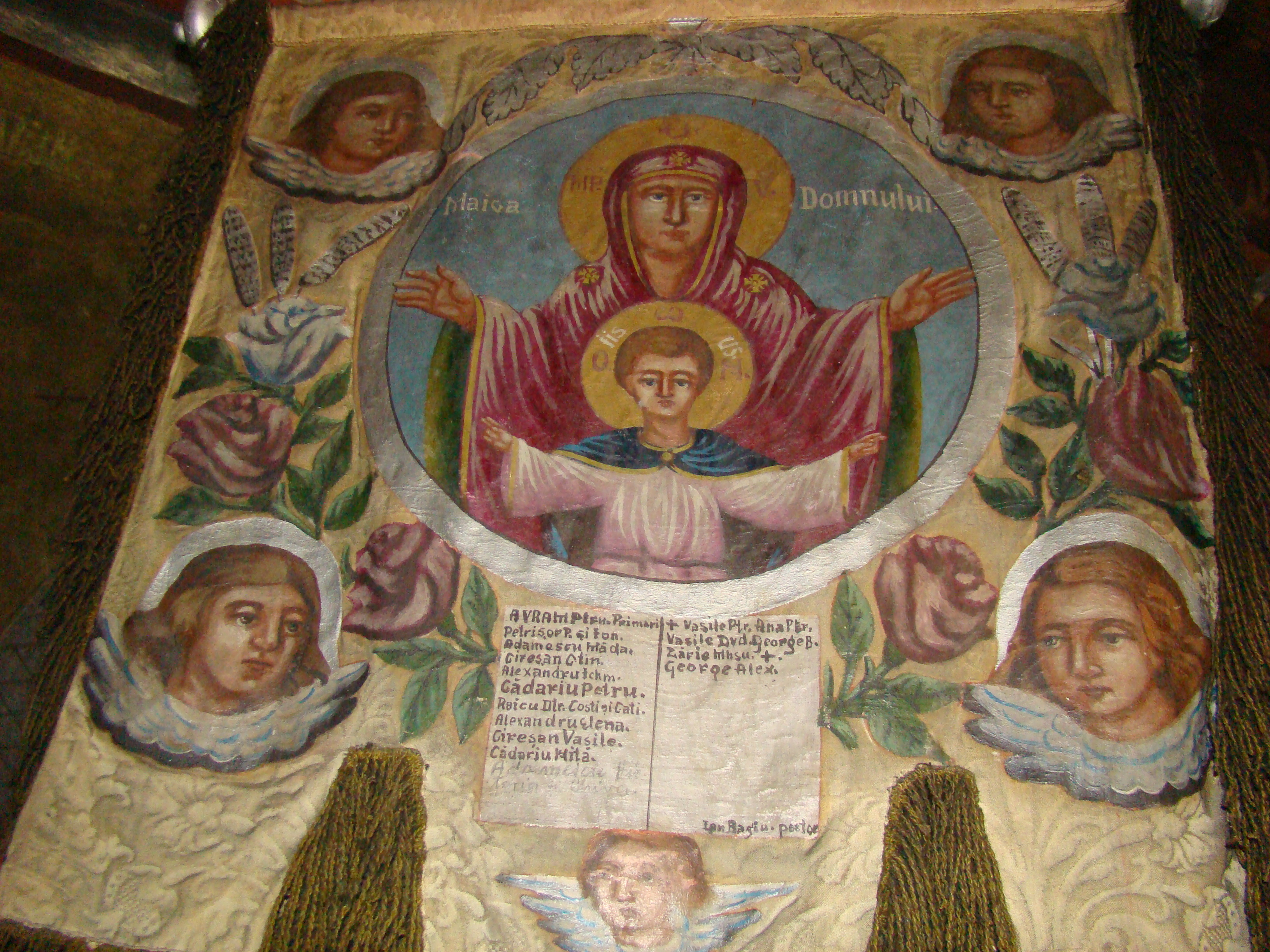
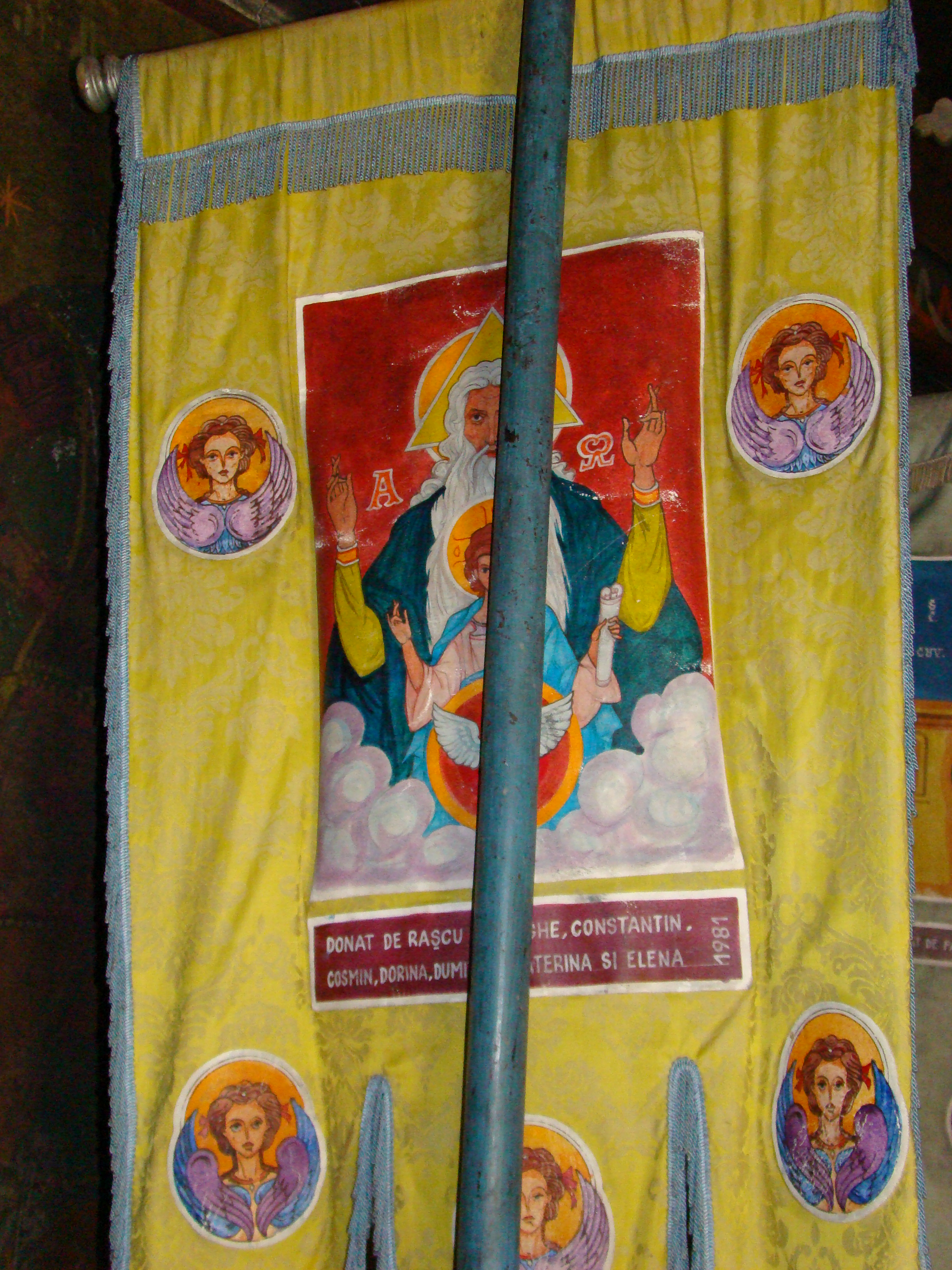
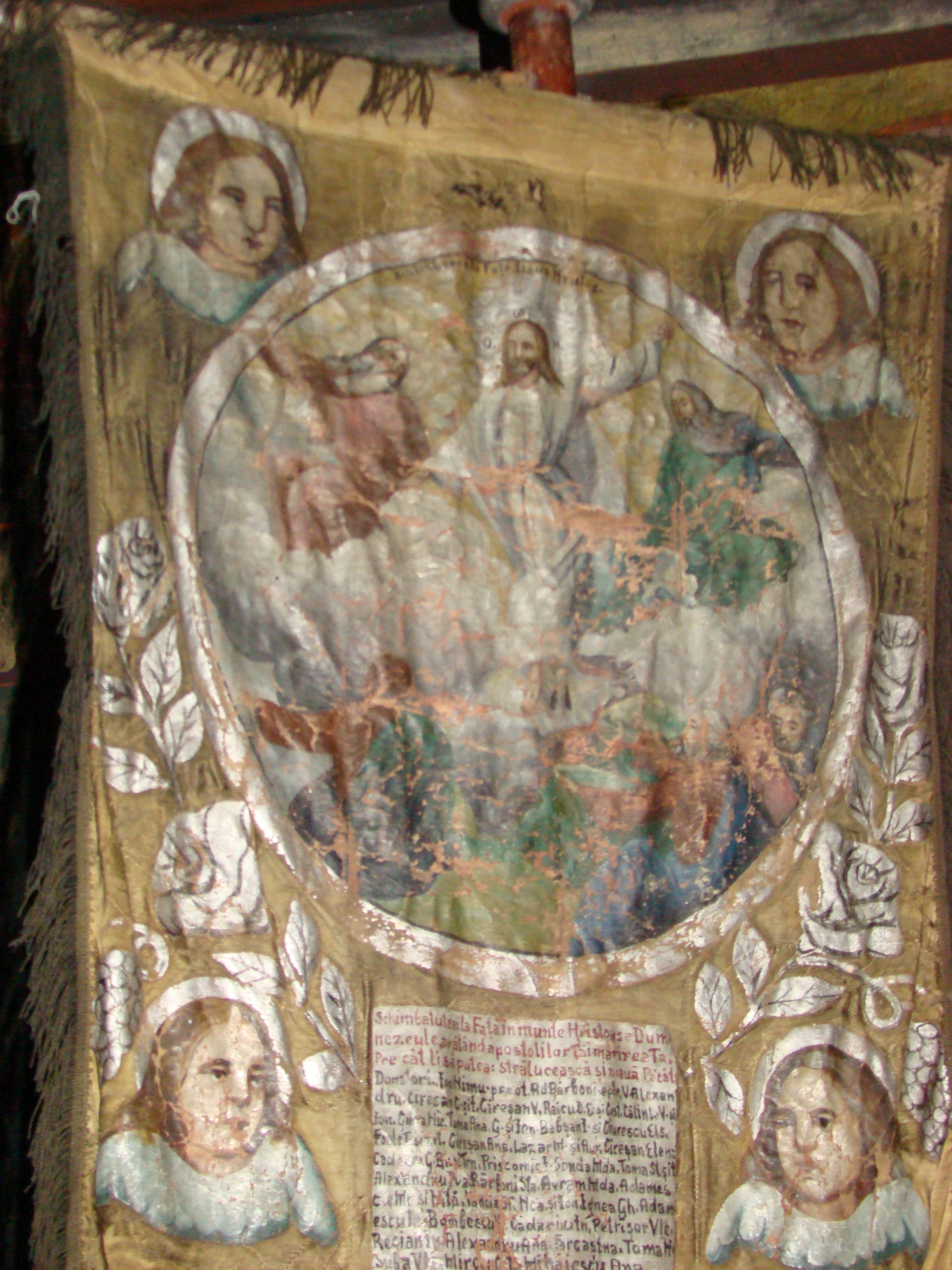
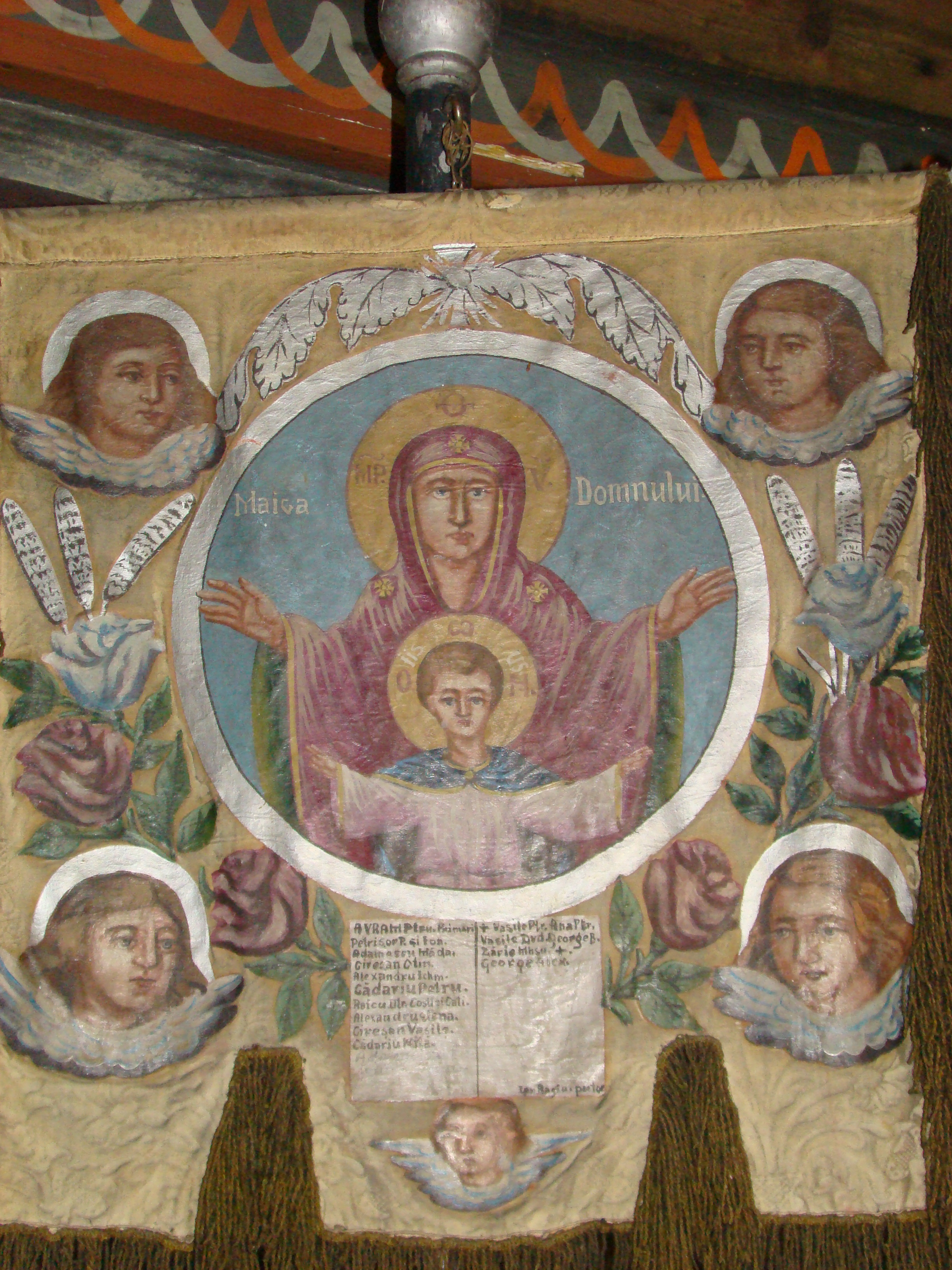
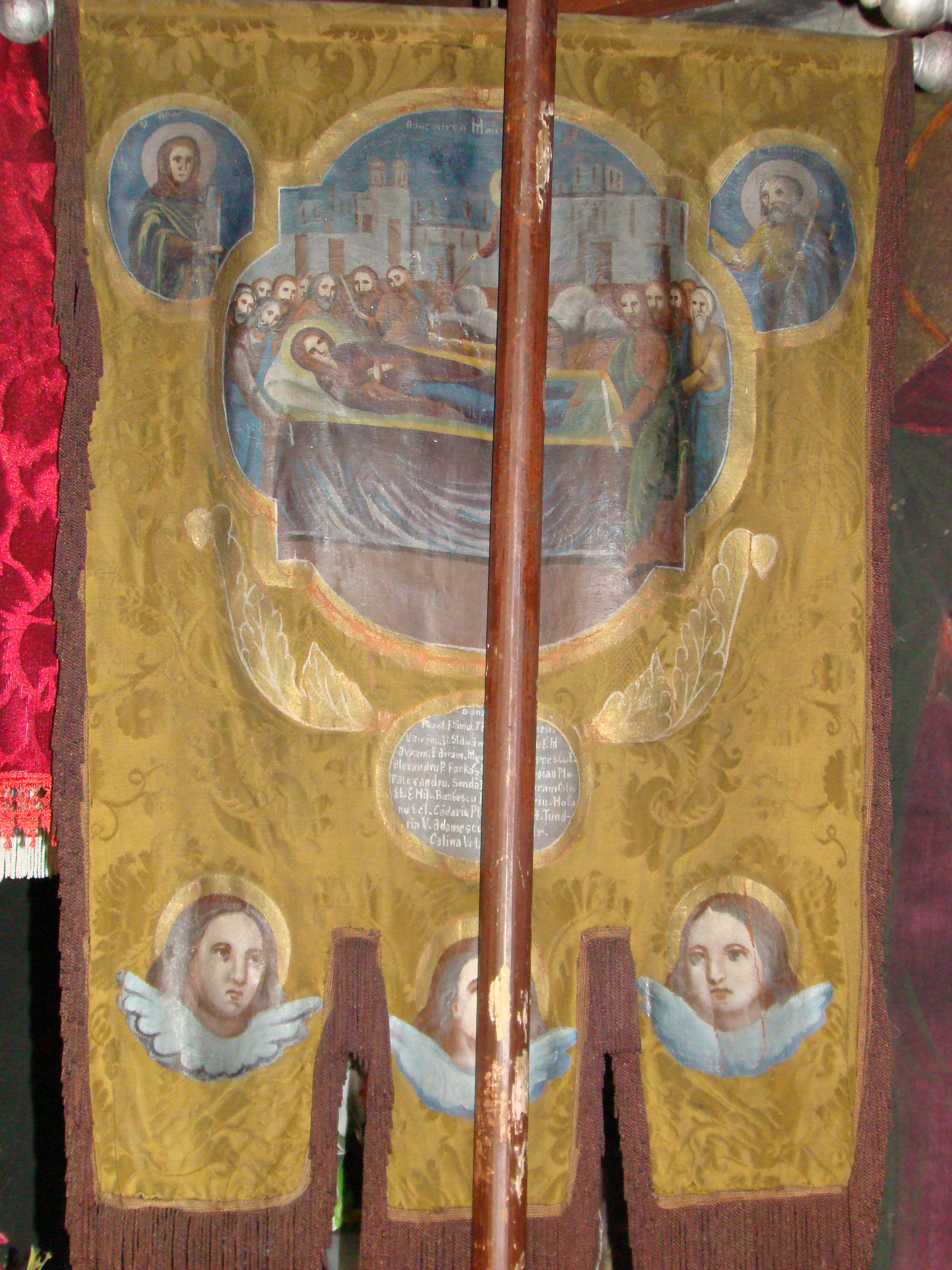
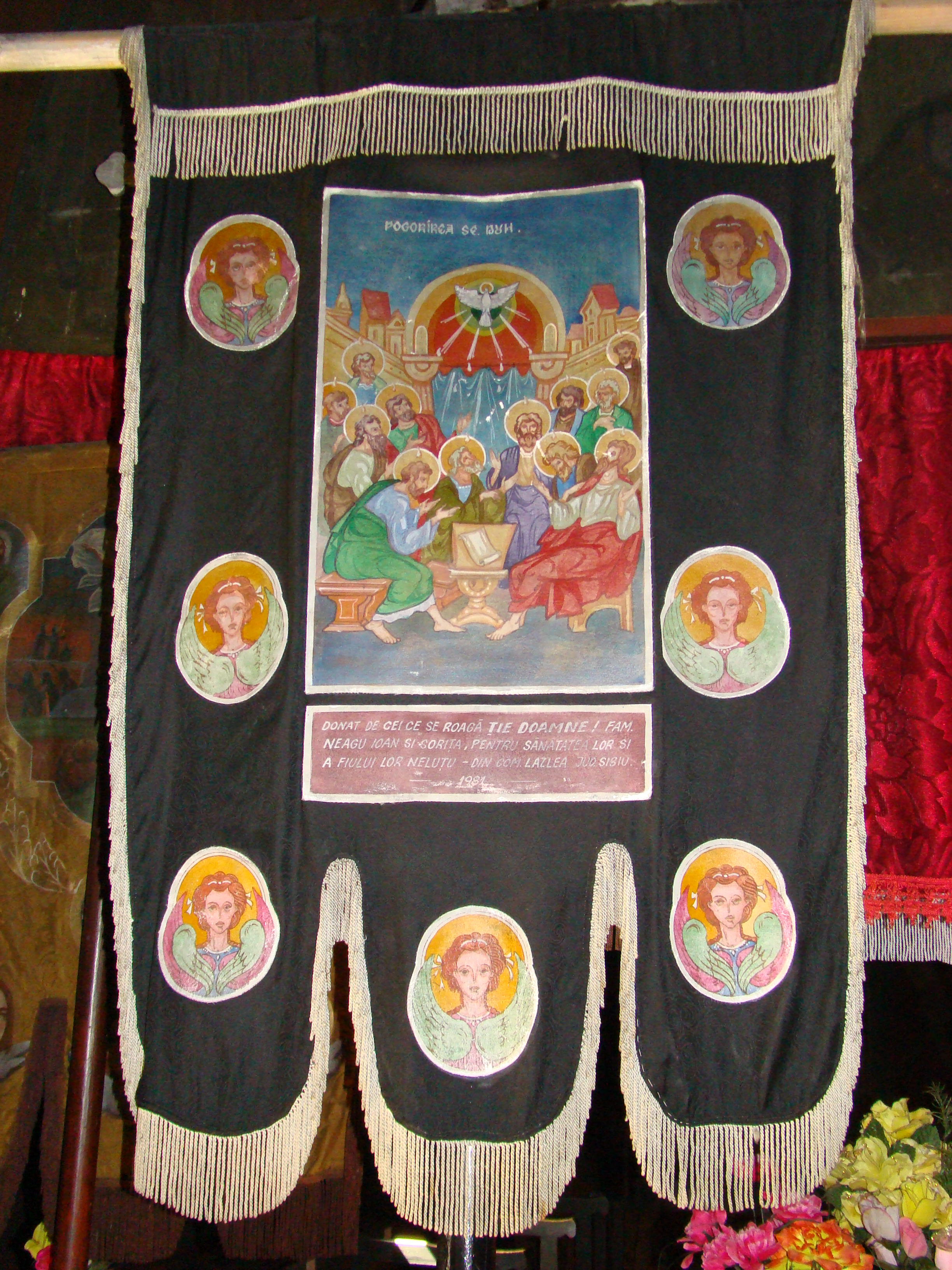
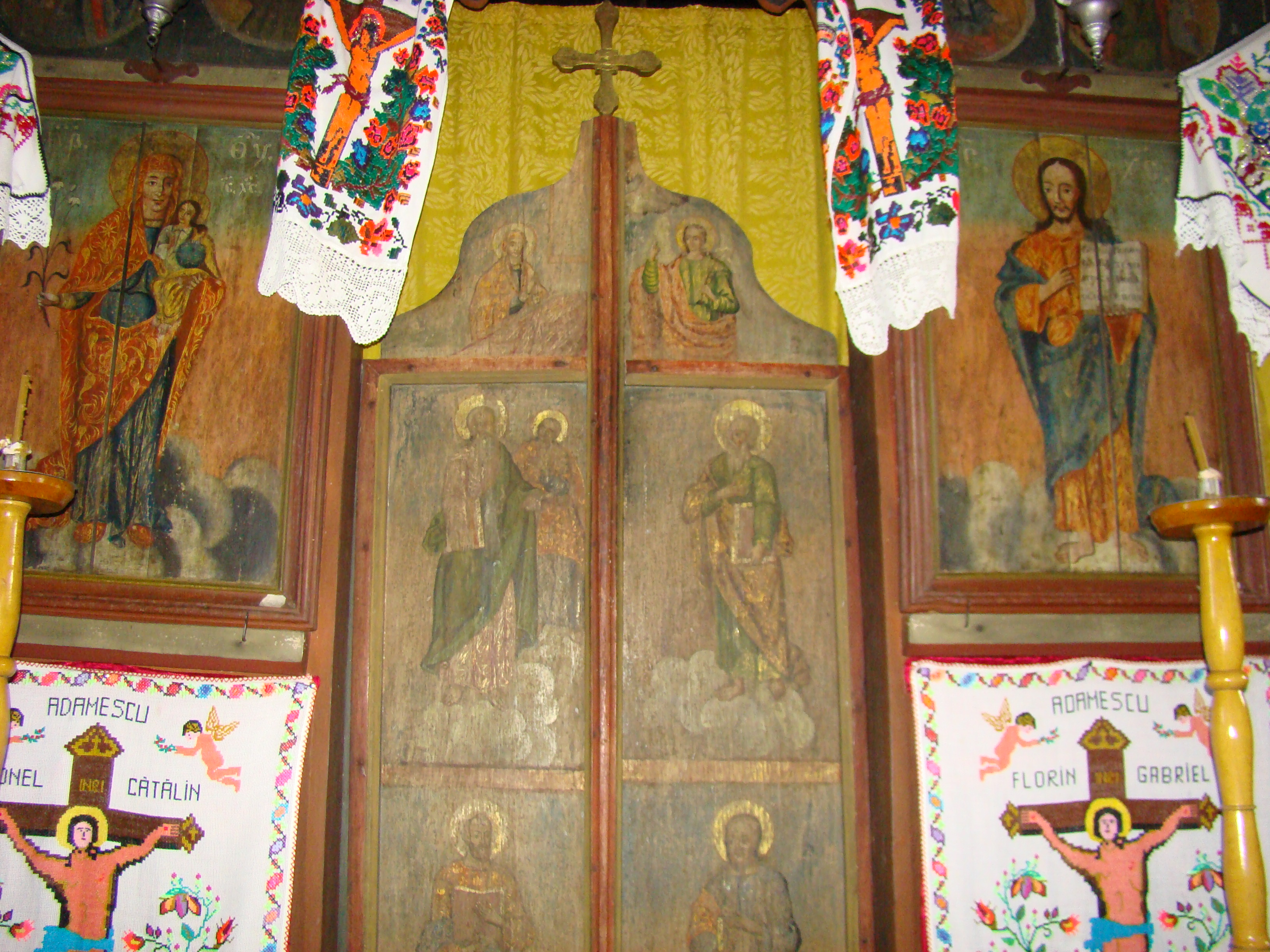
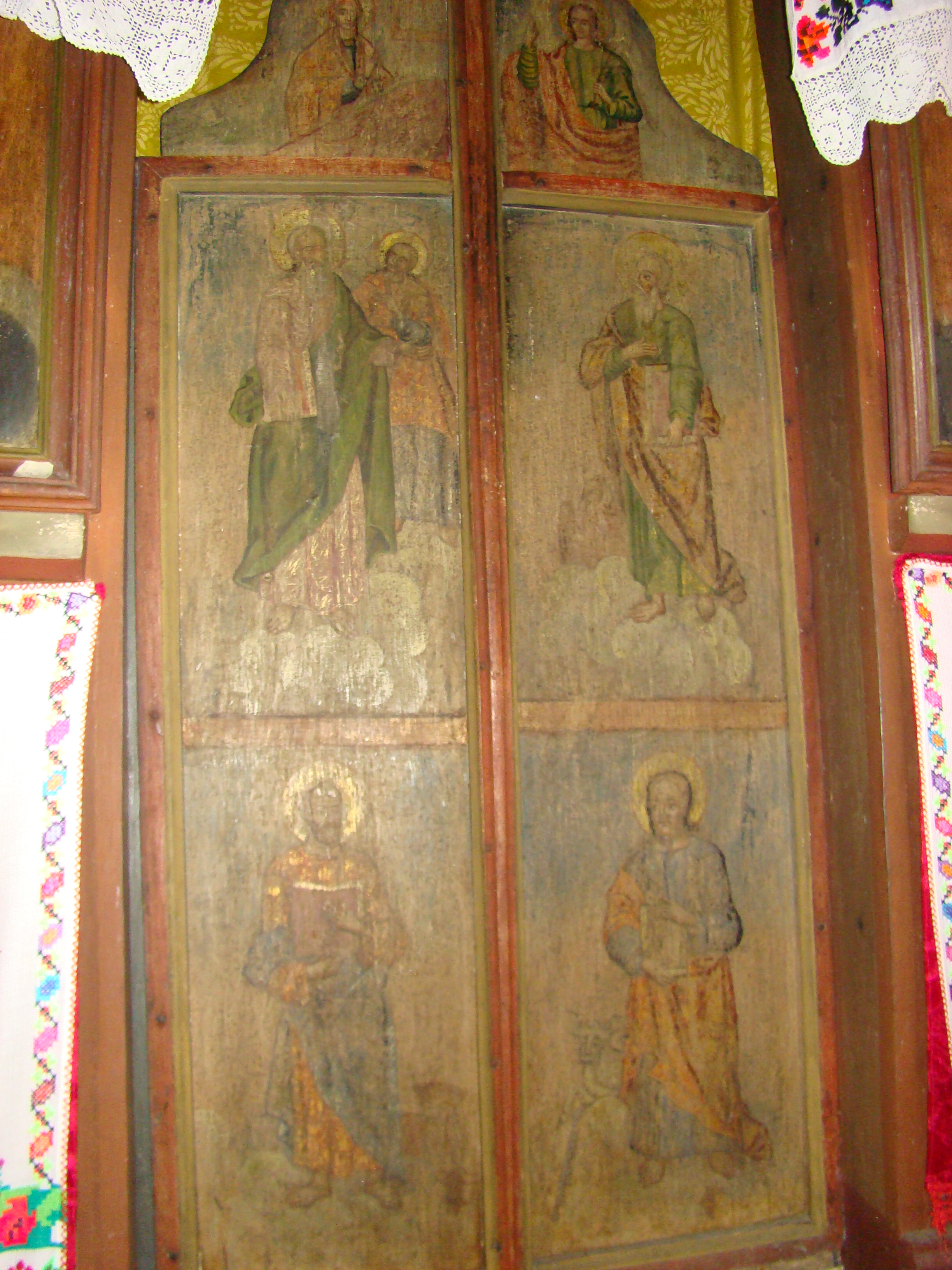
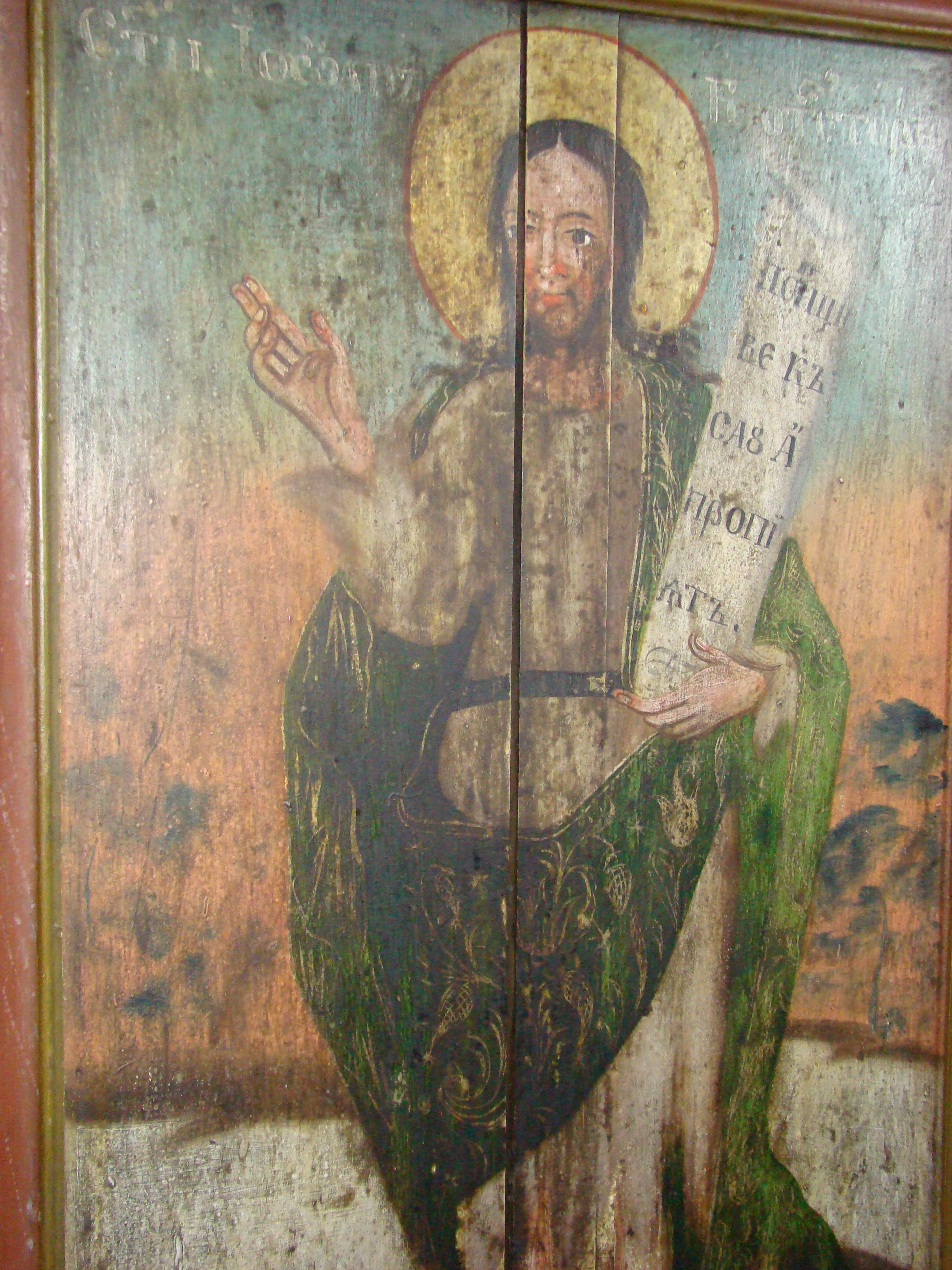
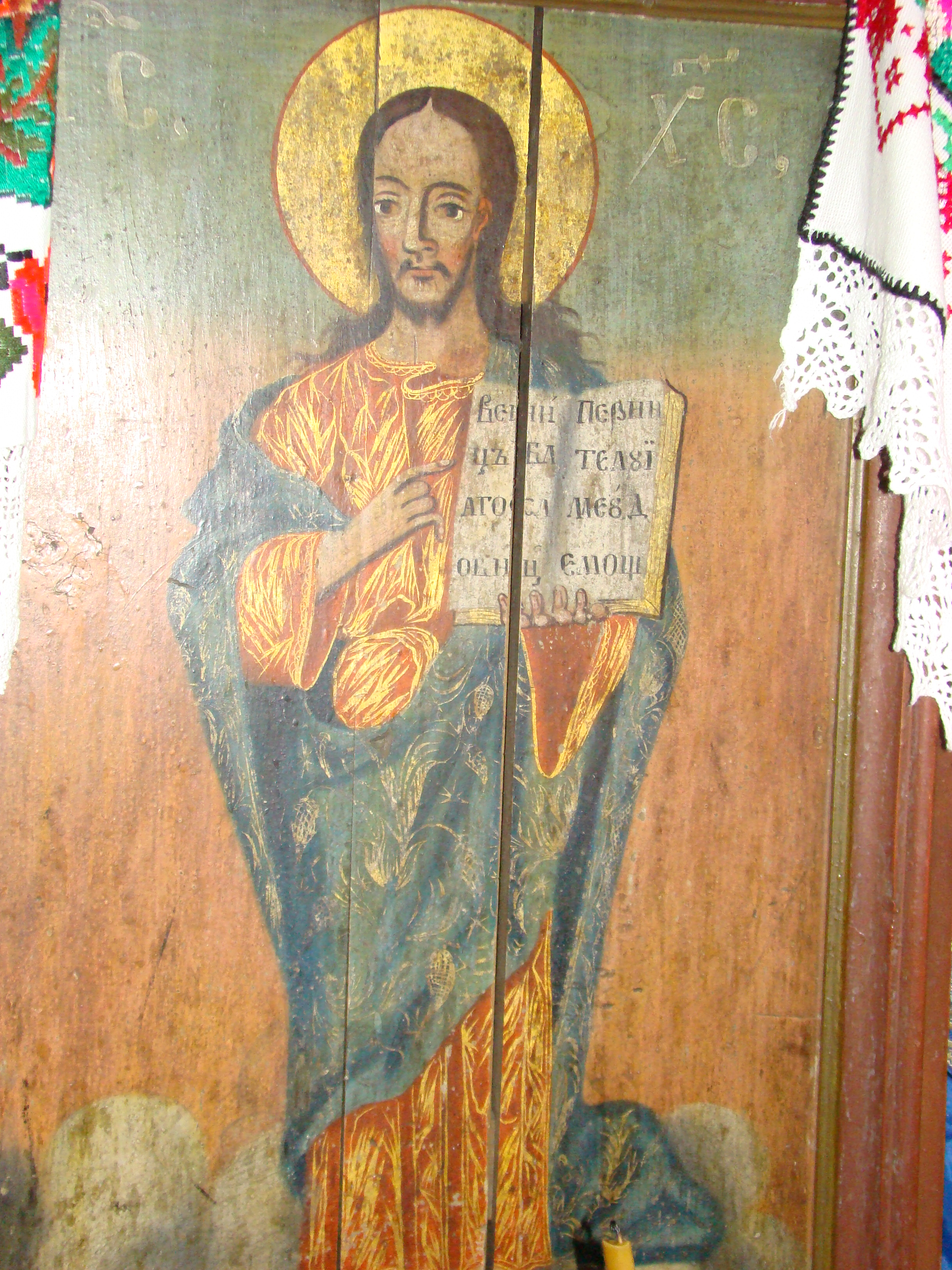
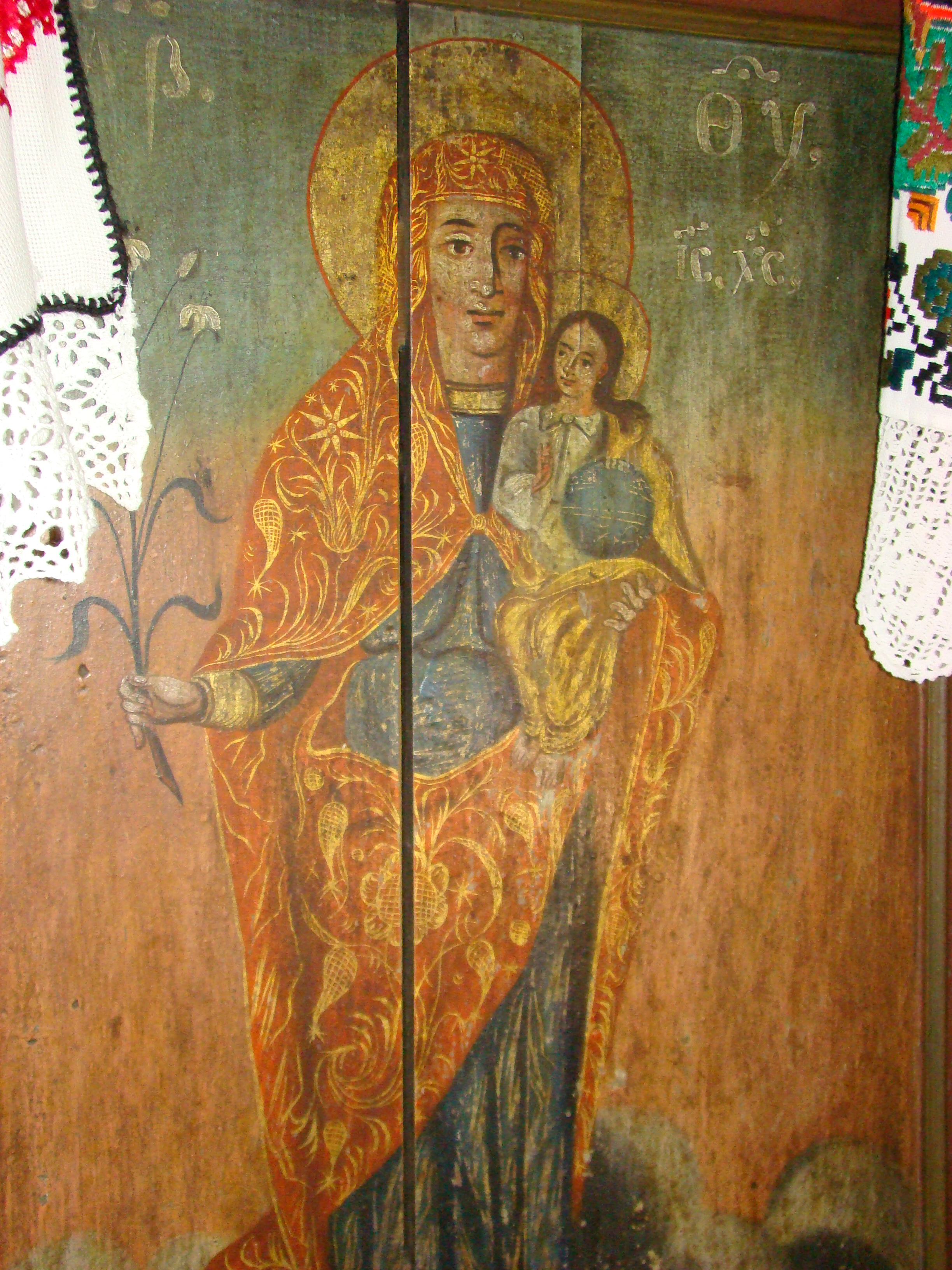
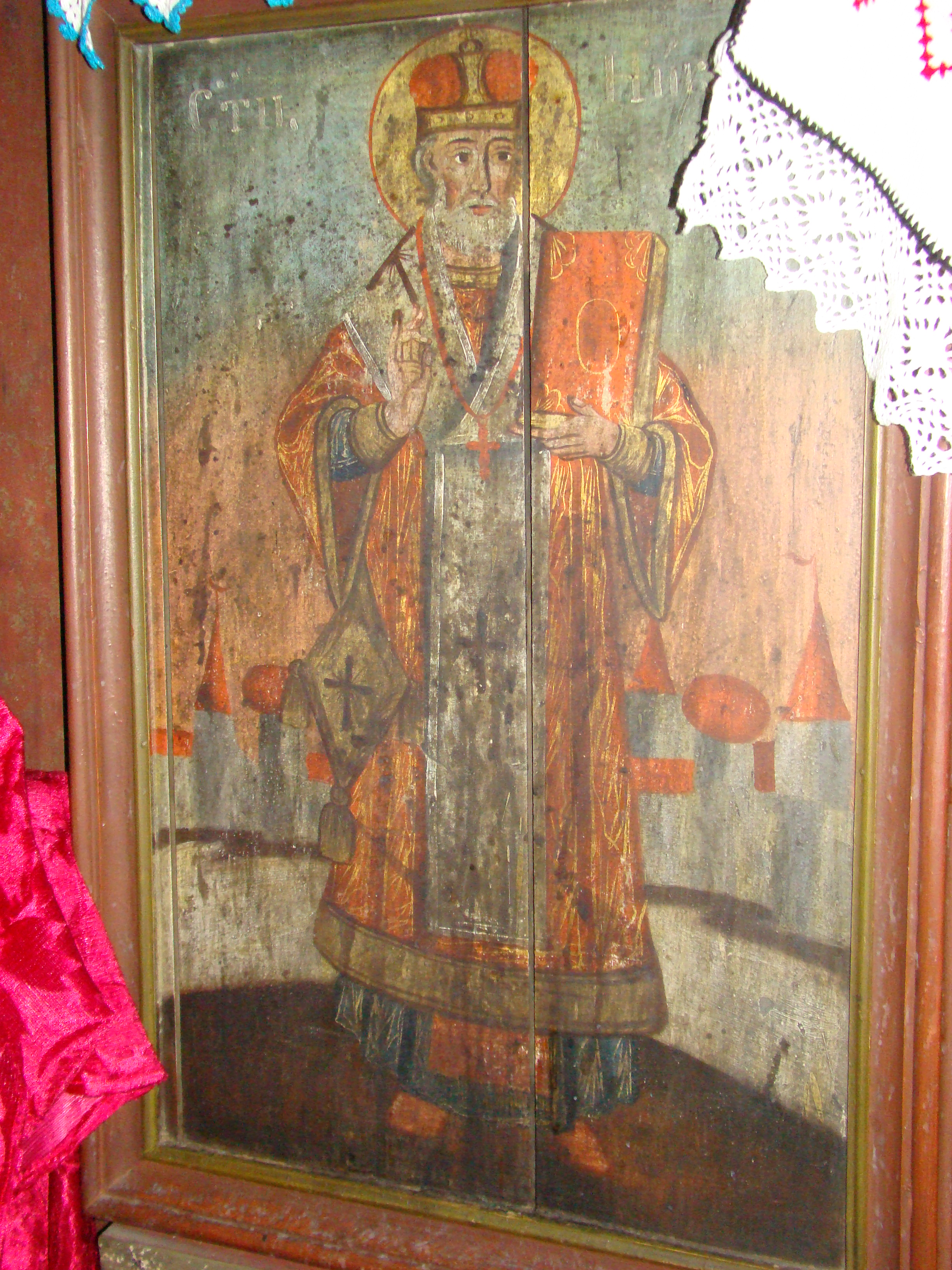
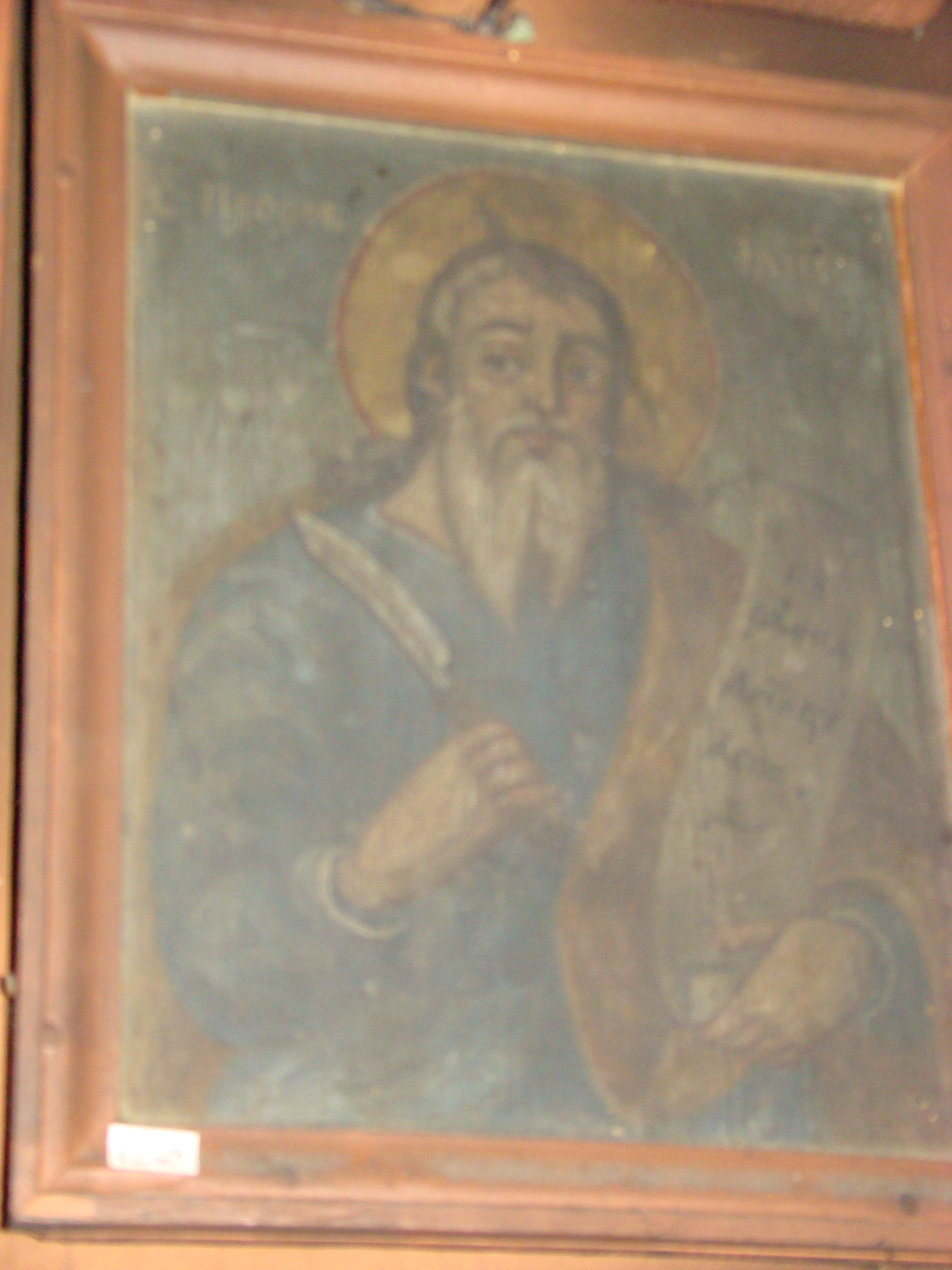
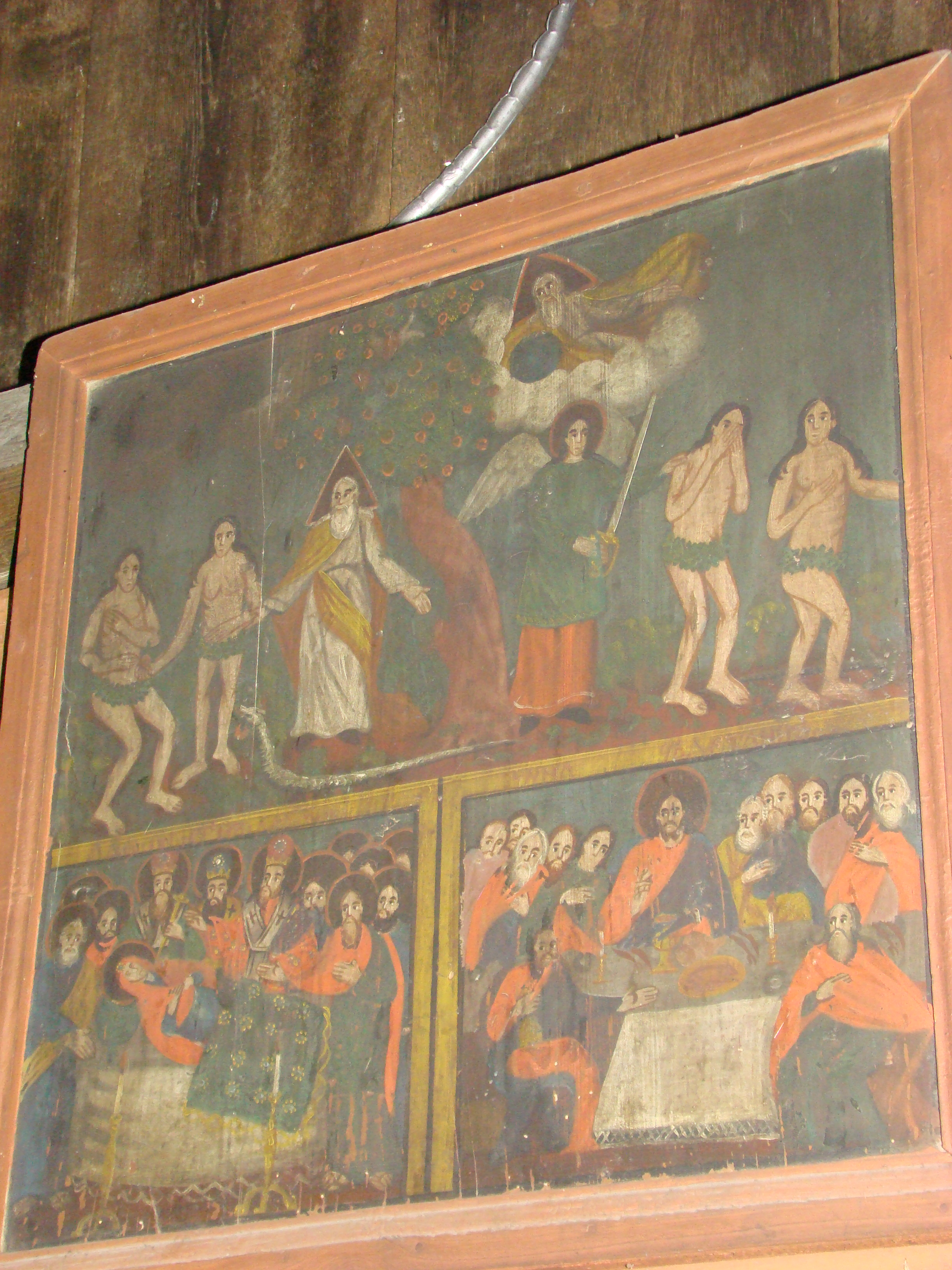
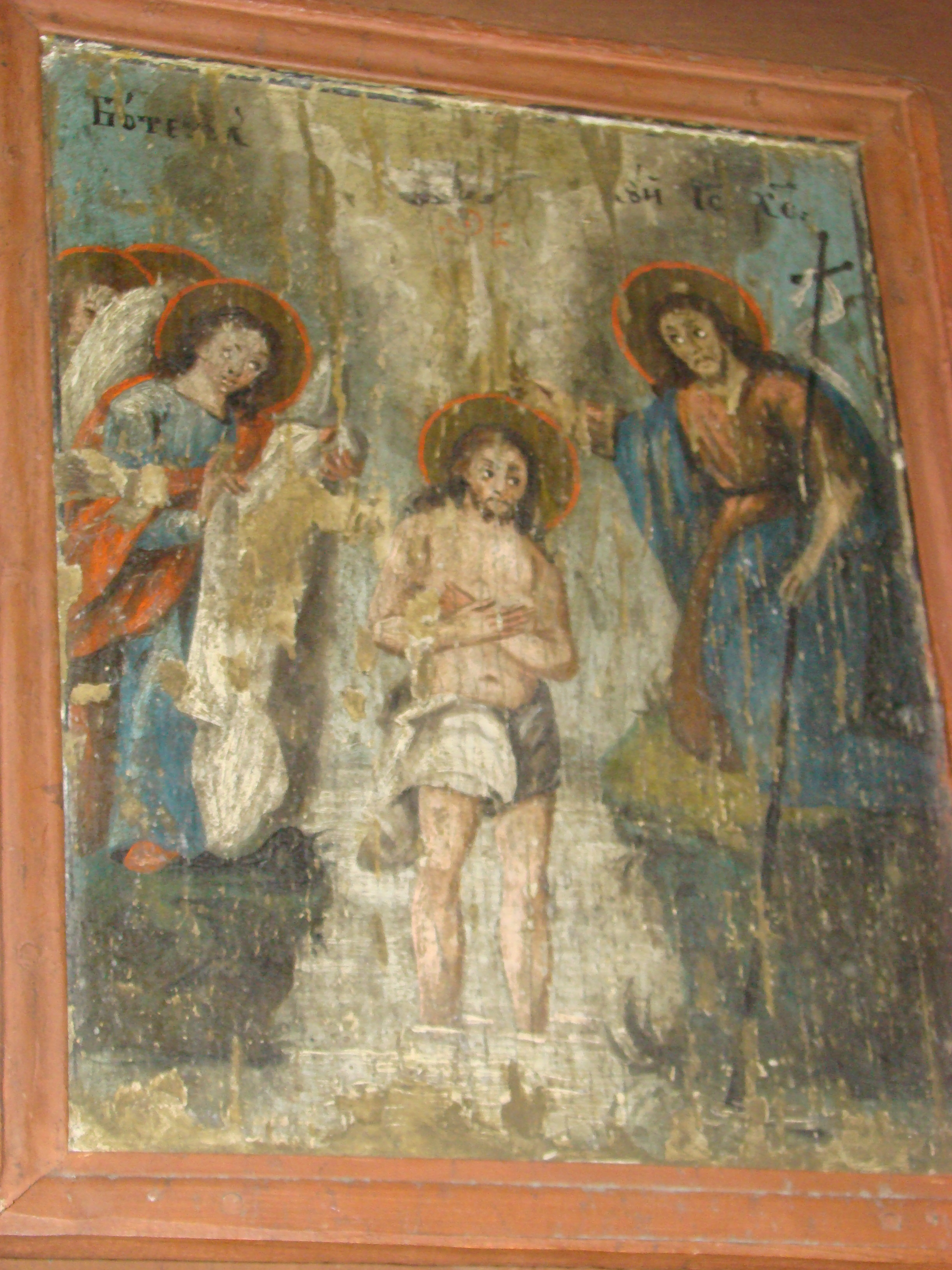
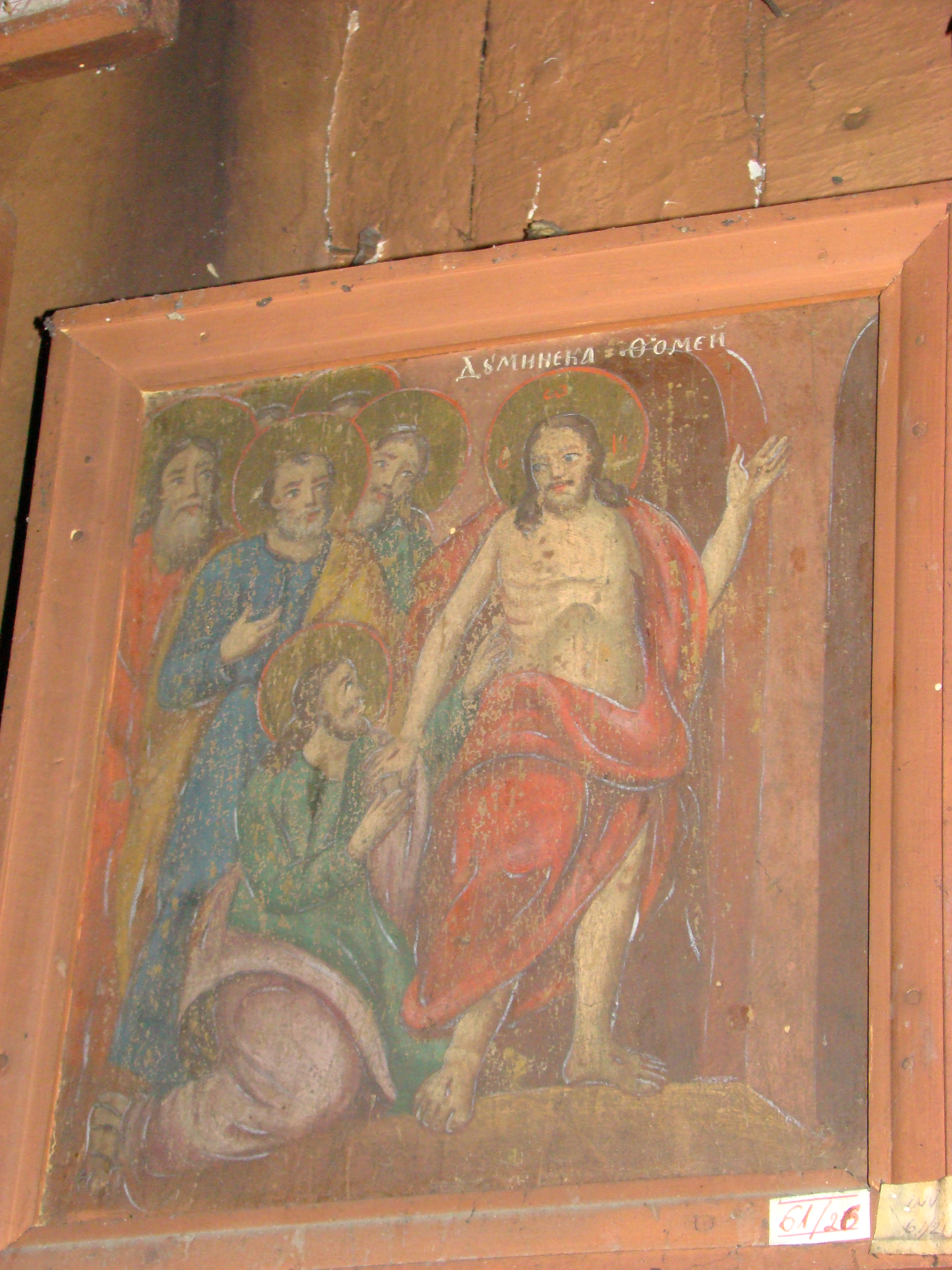
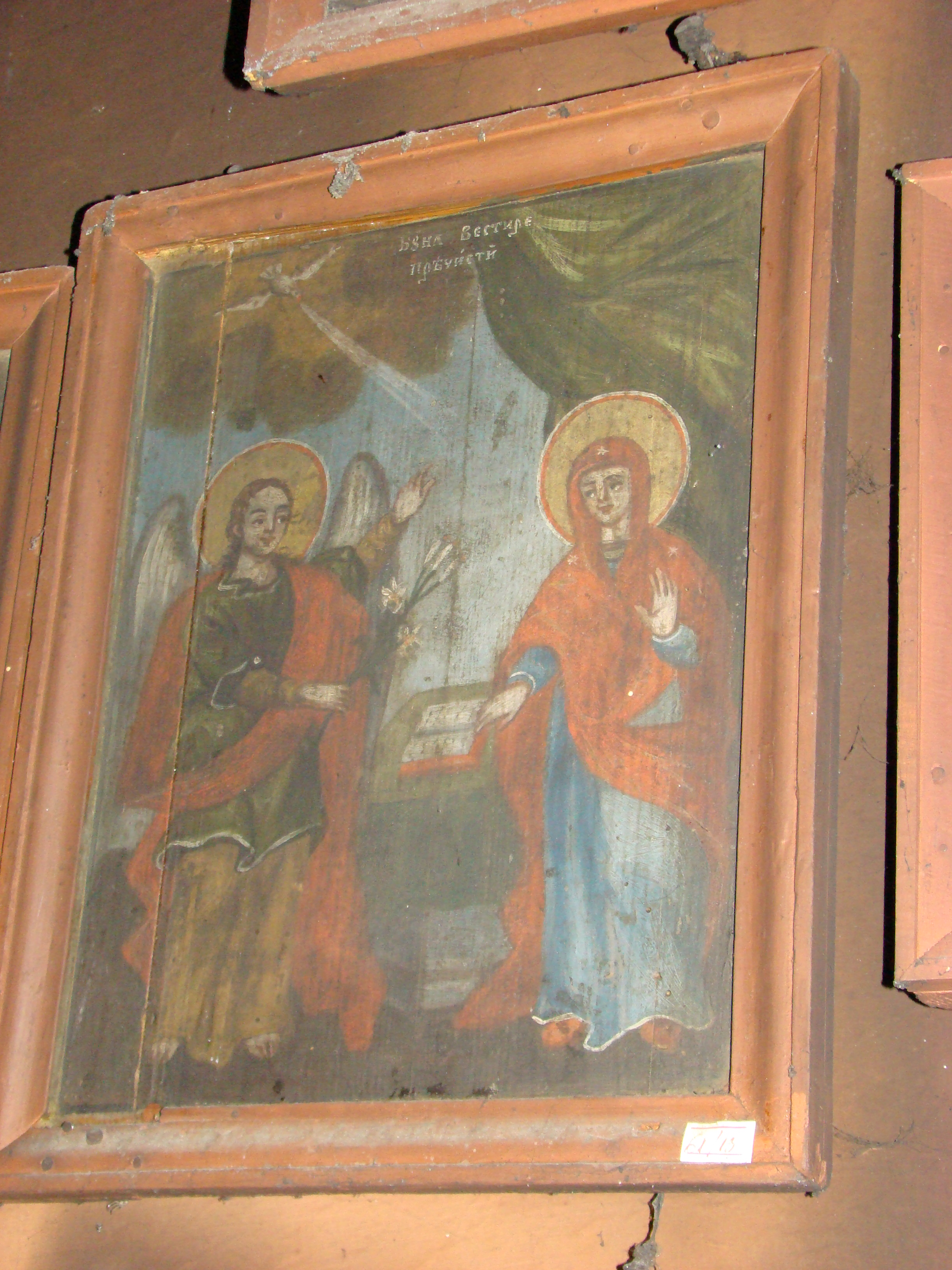
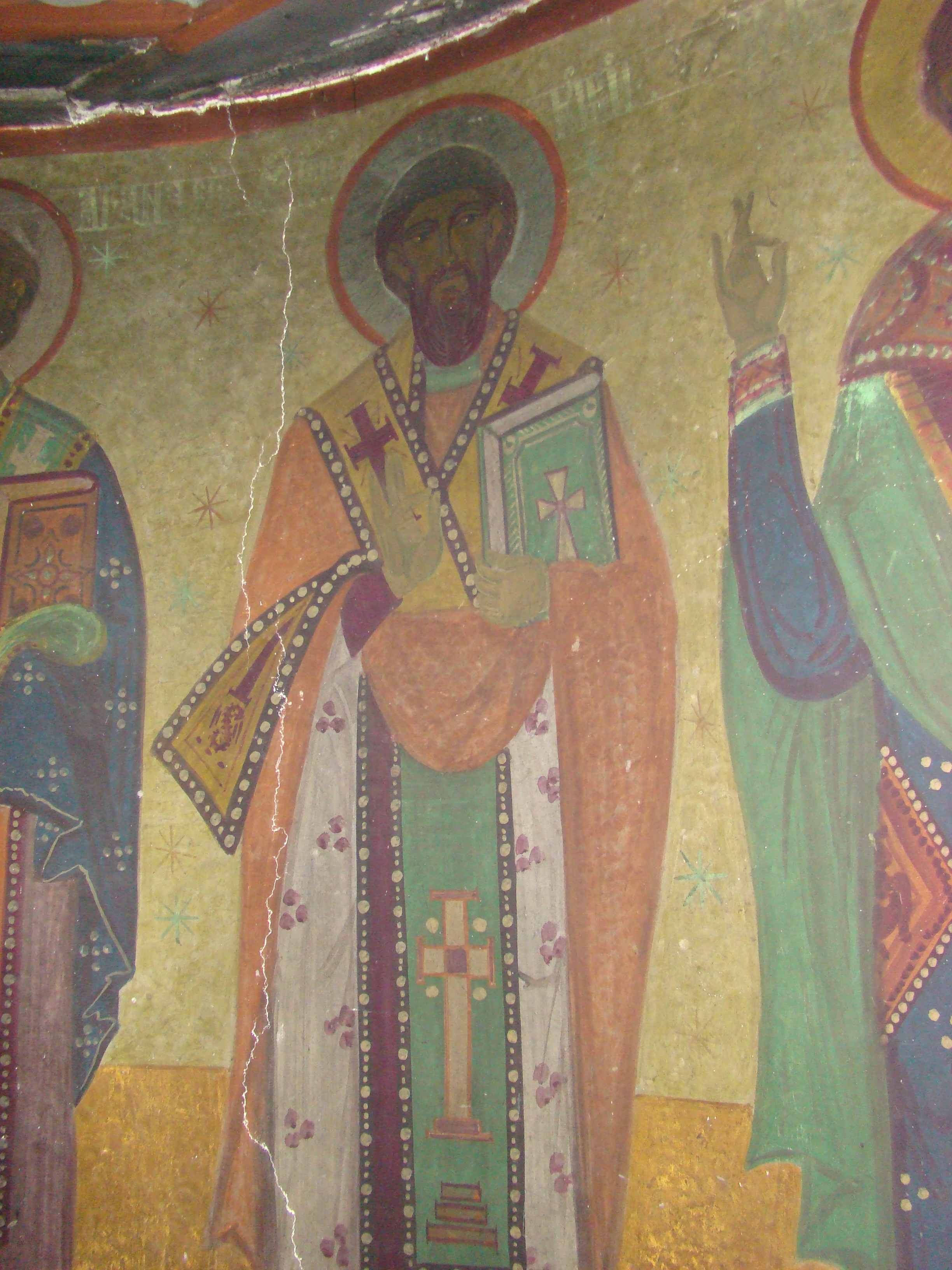
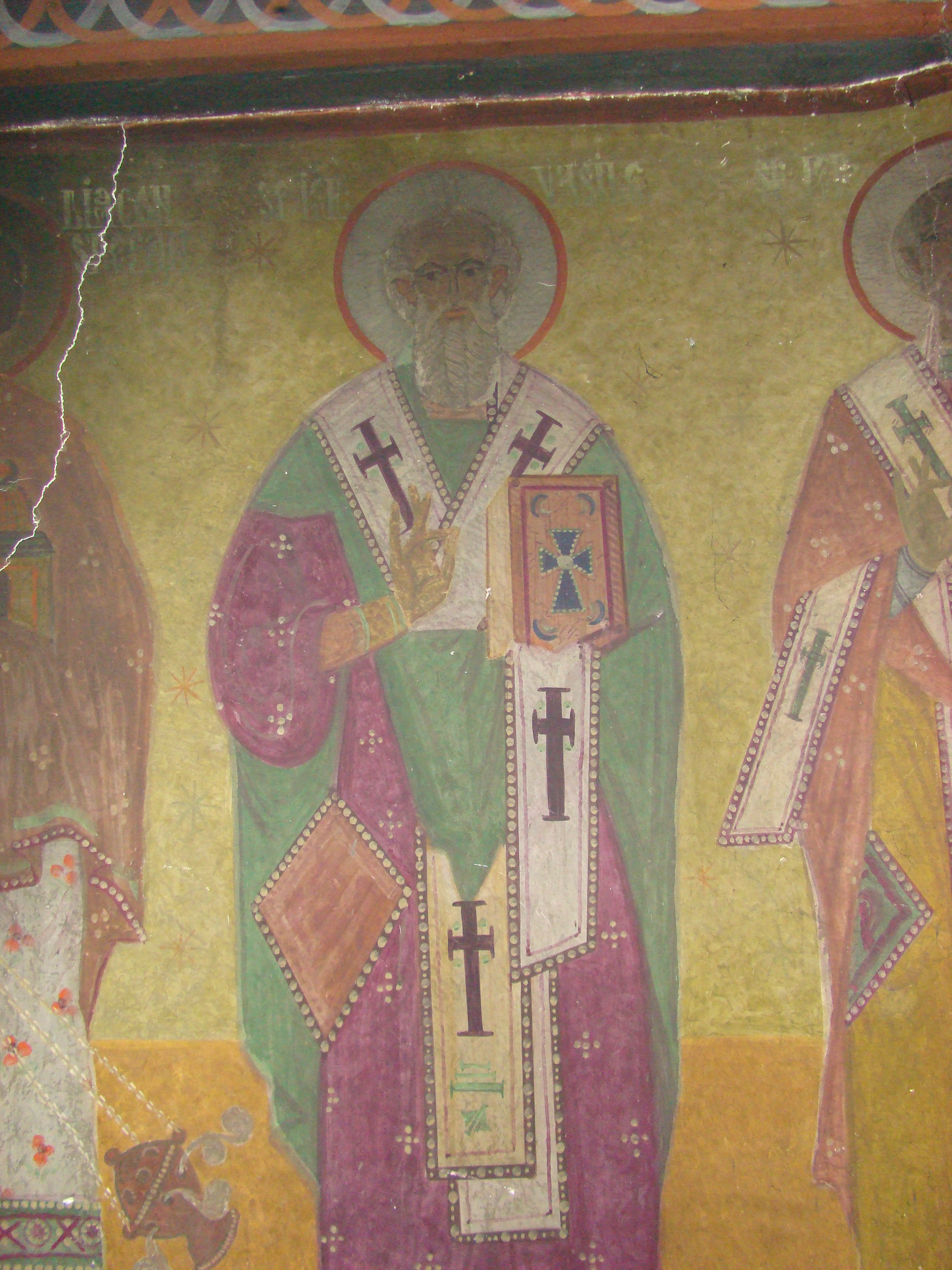
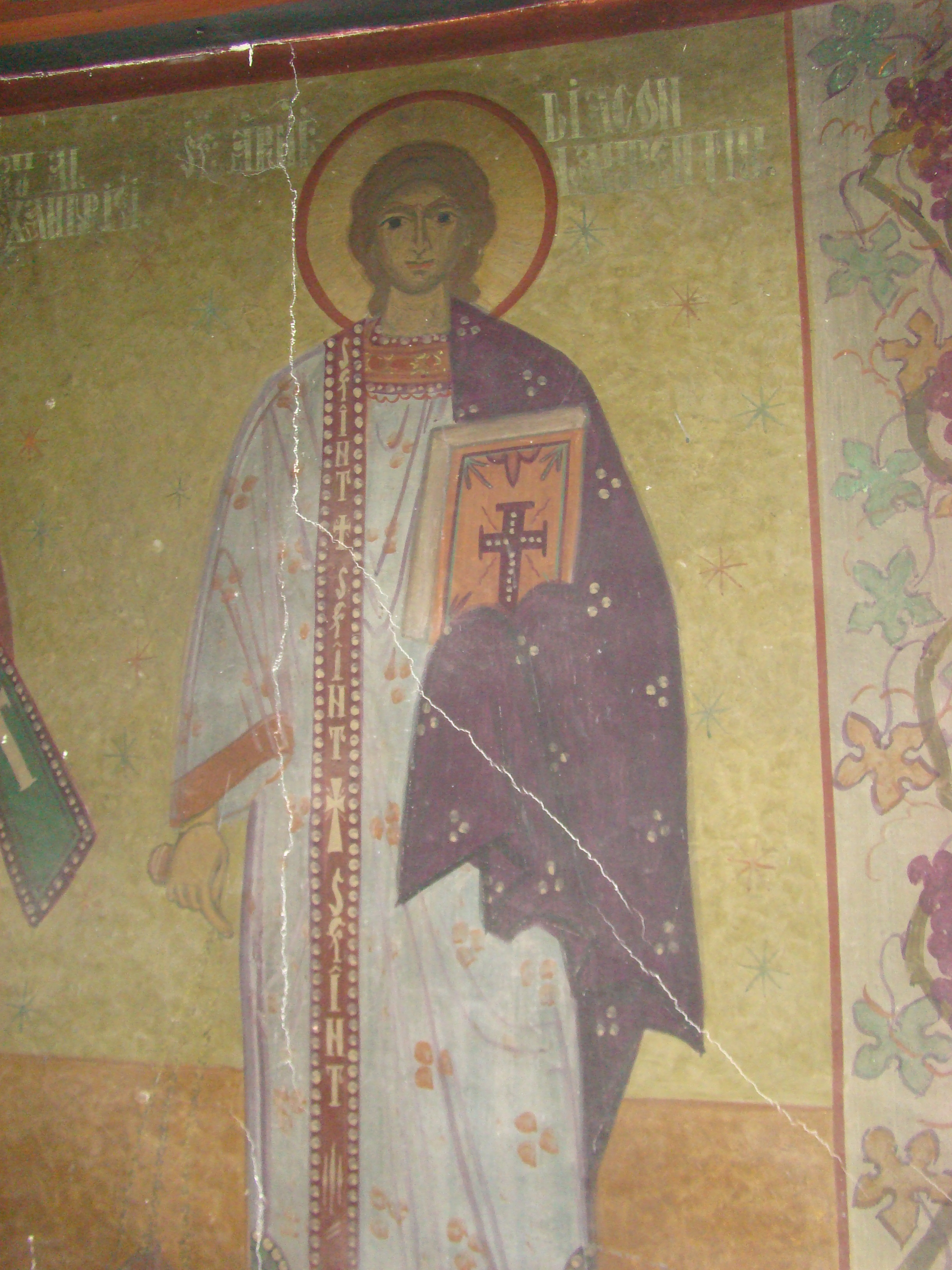

## Imagini din exterior

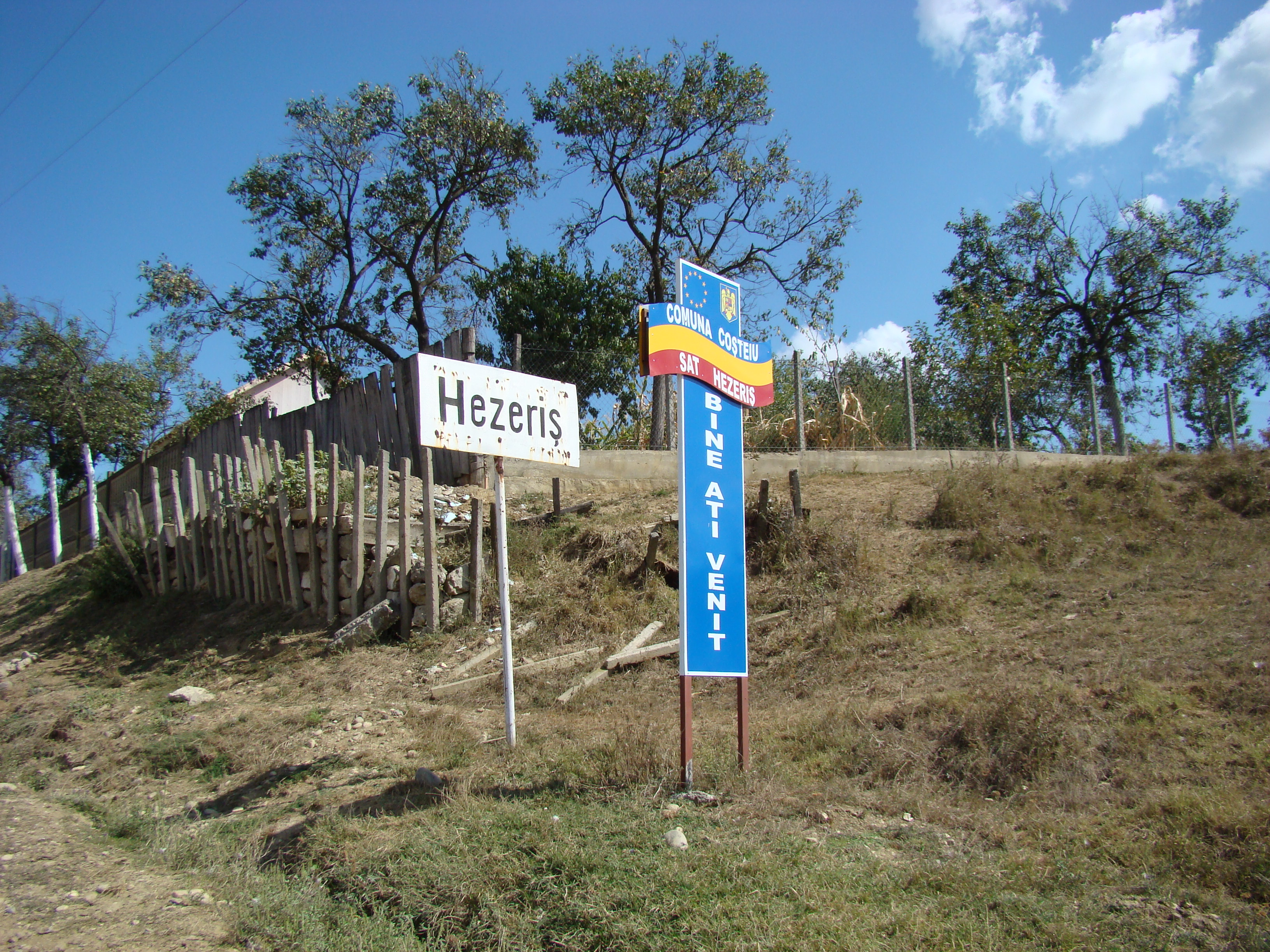
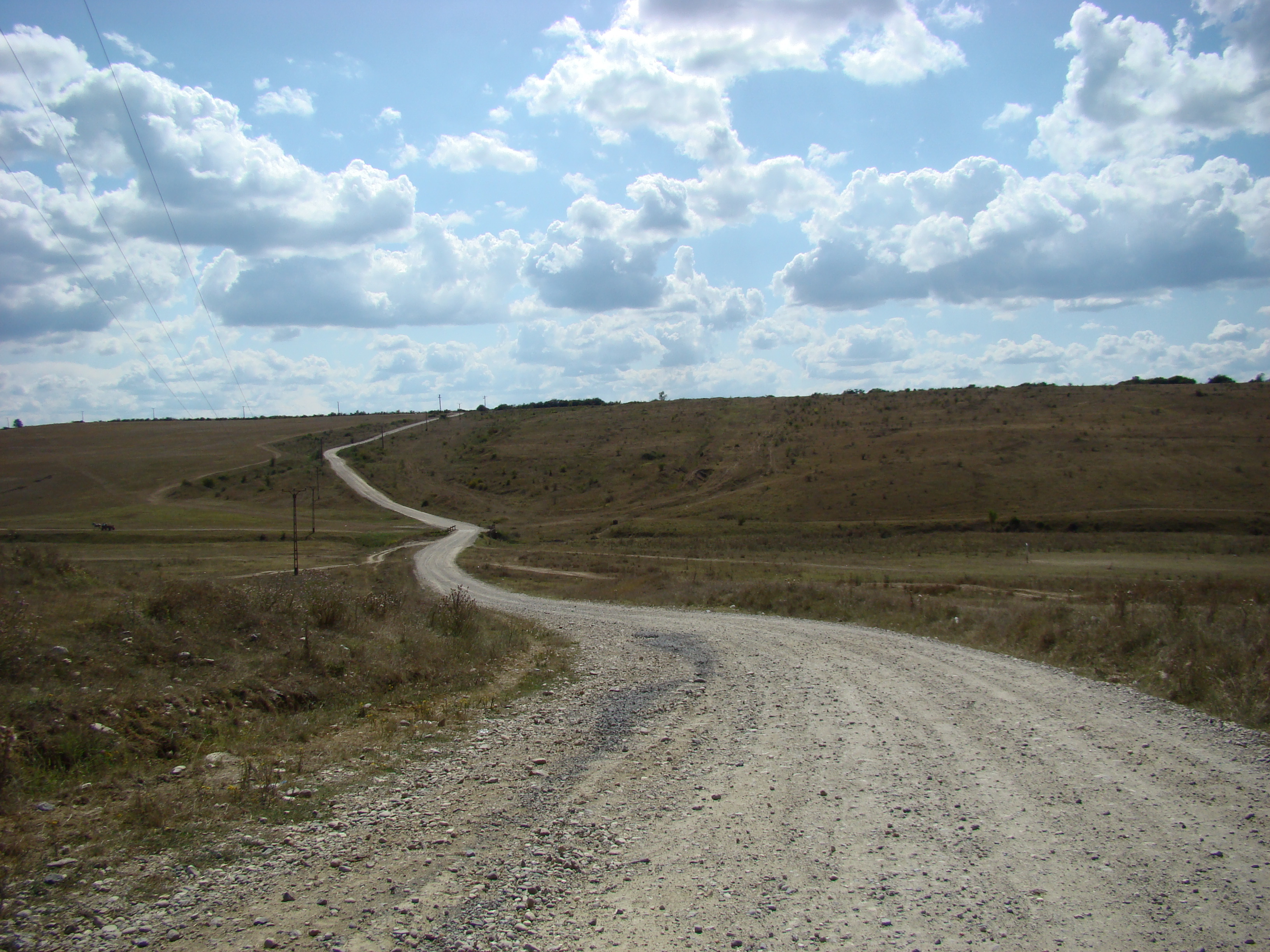
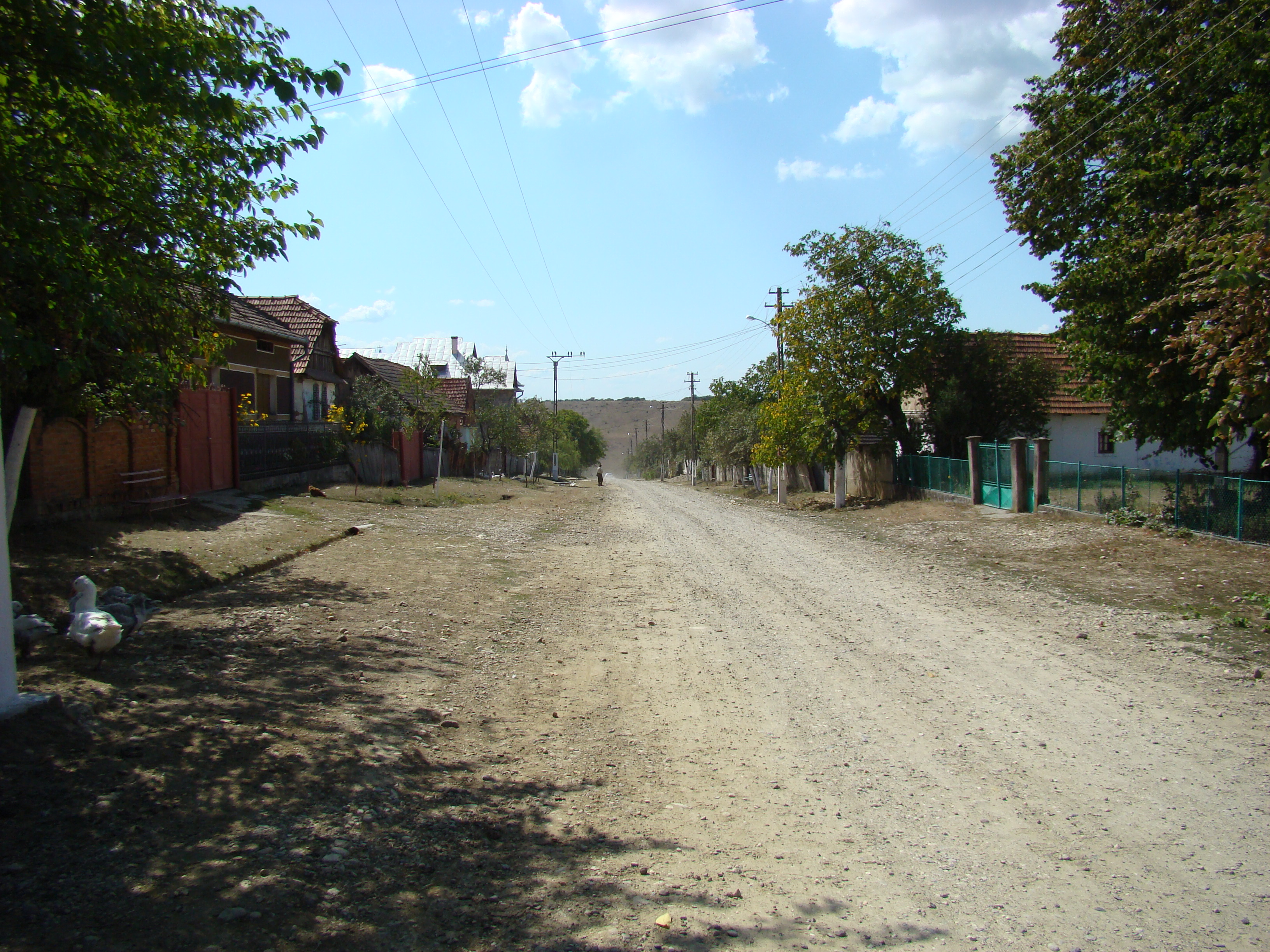
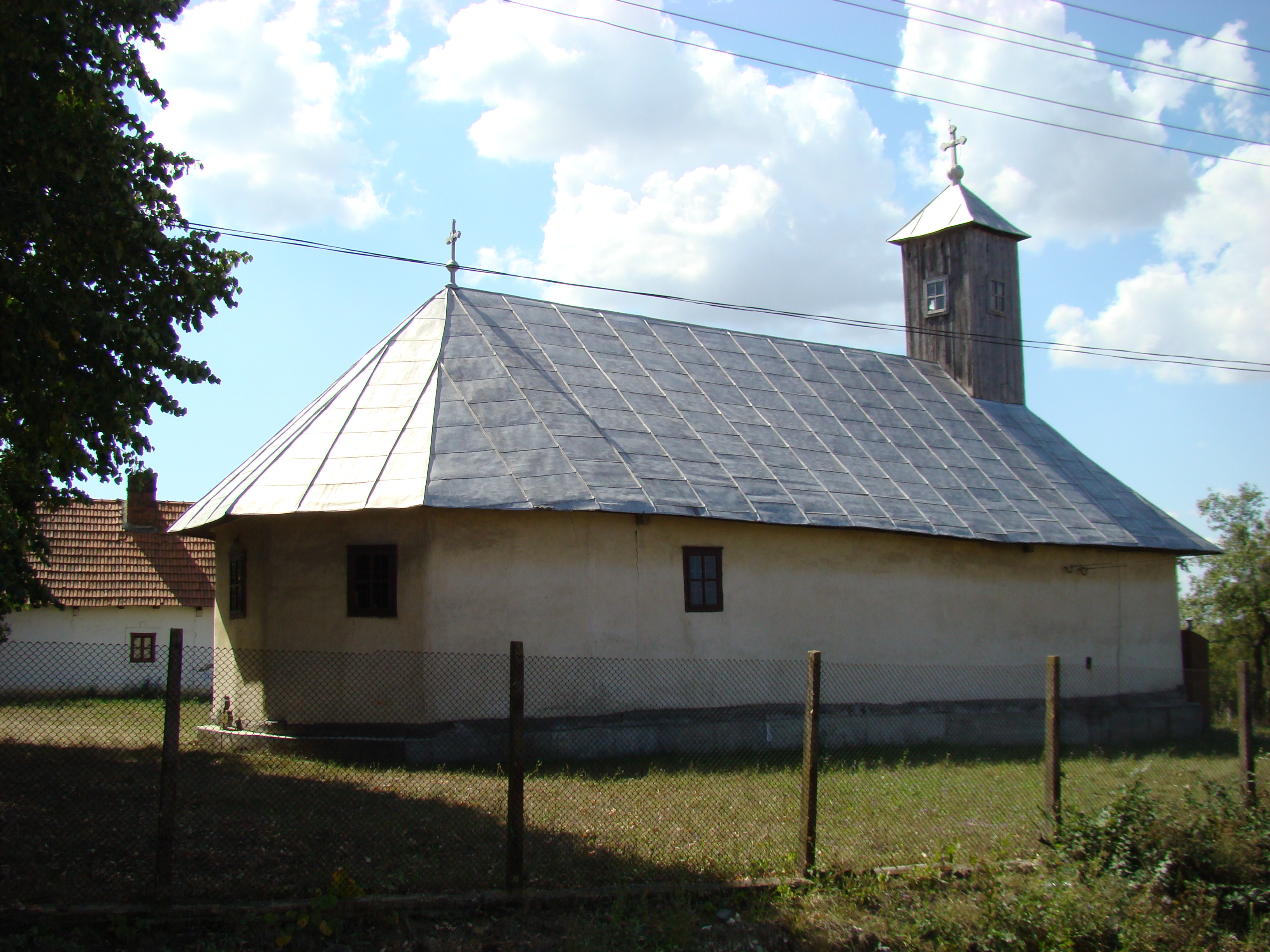
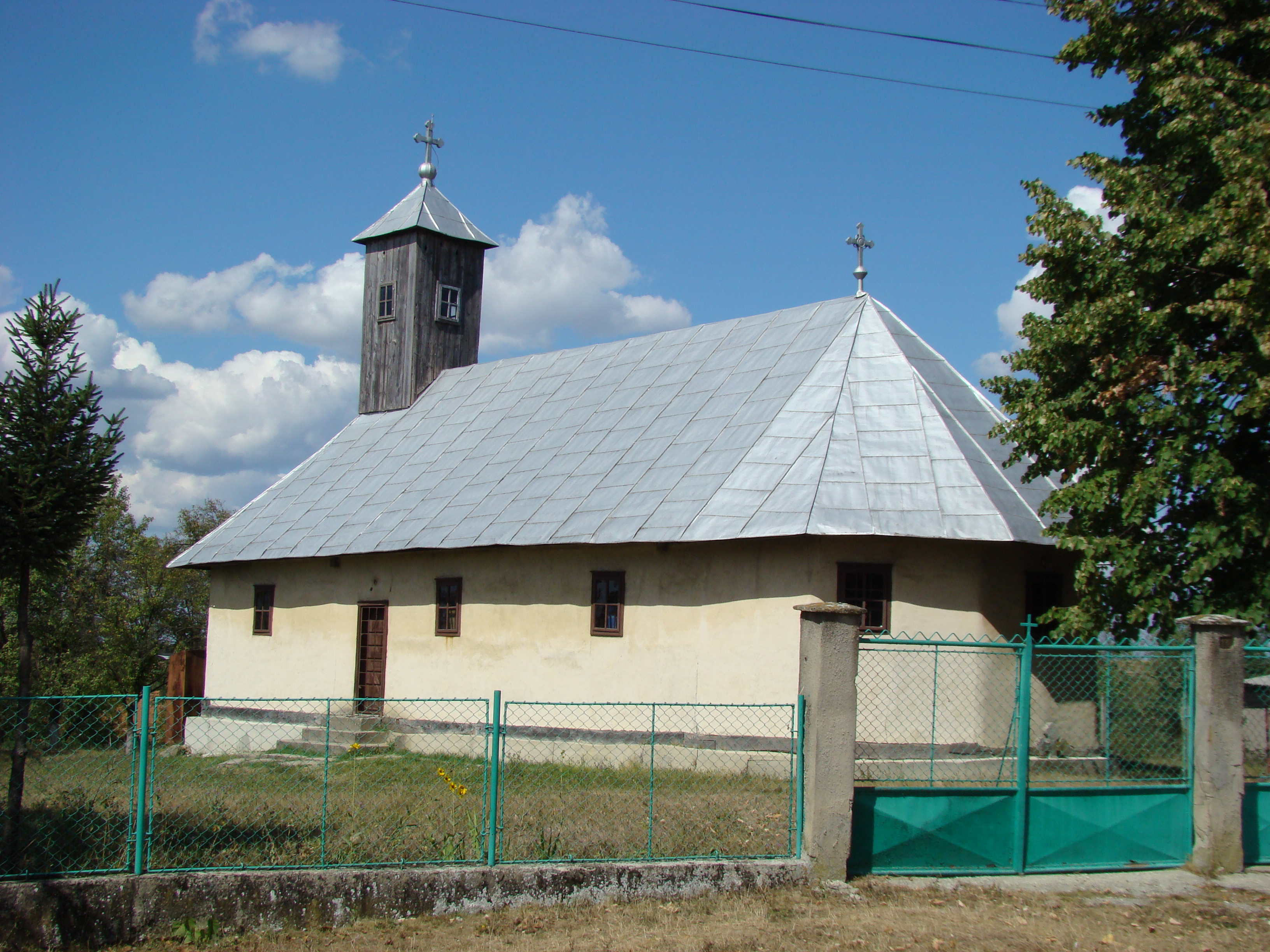
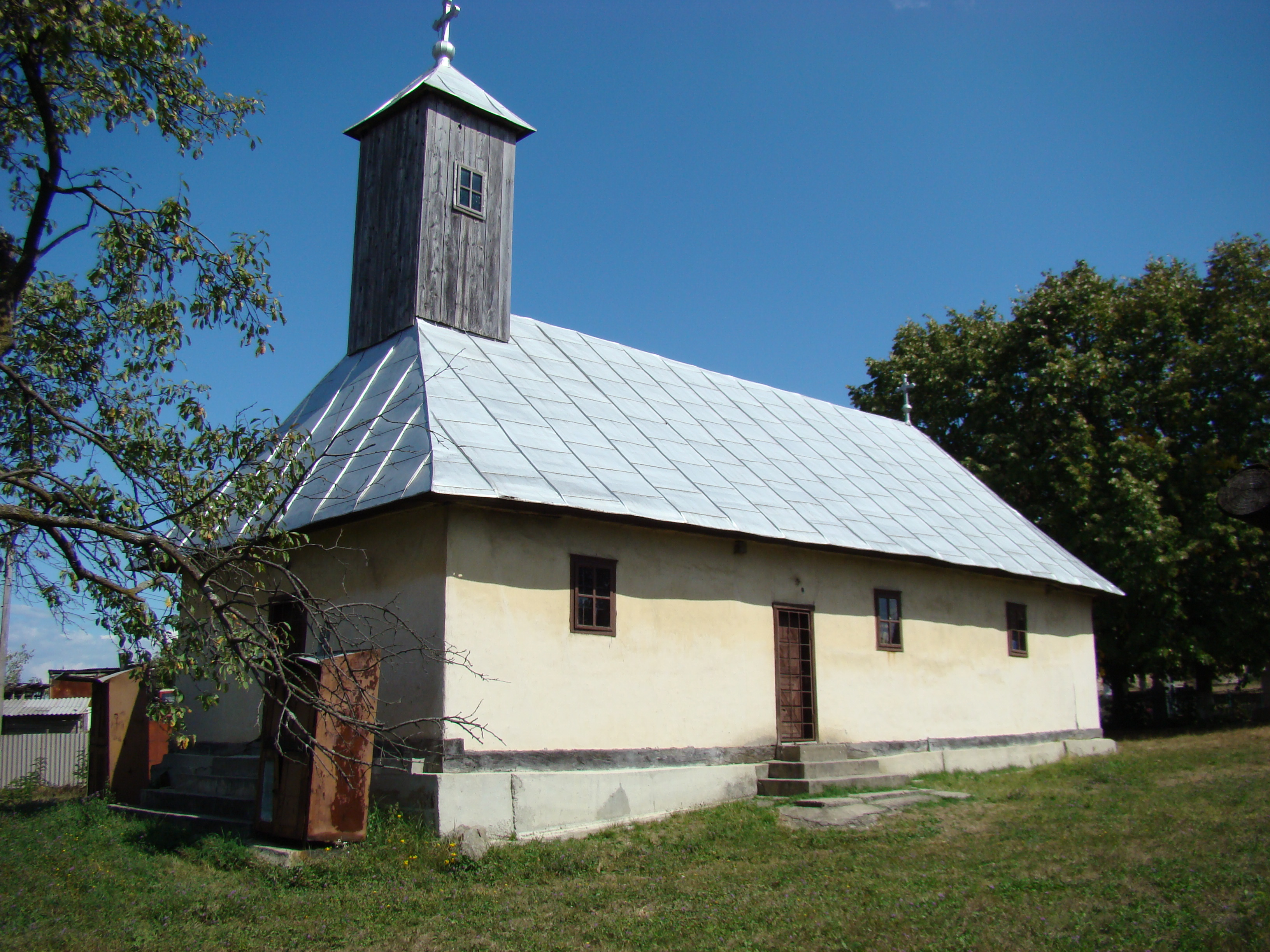
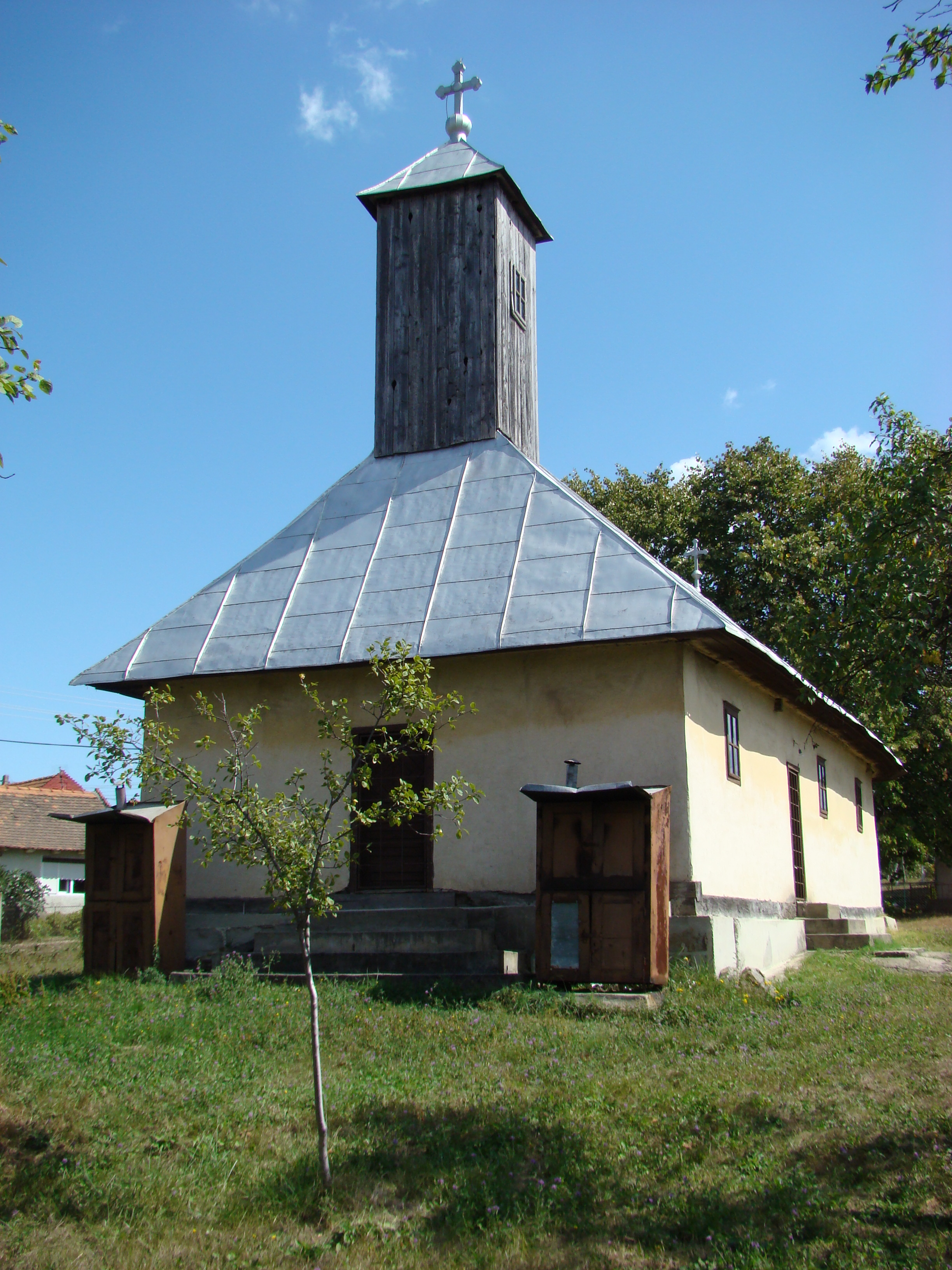
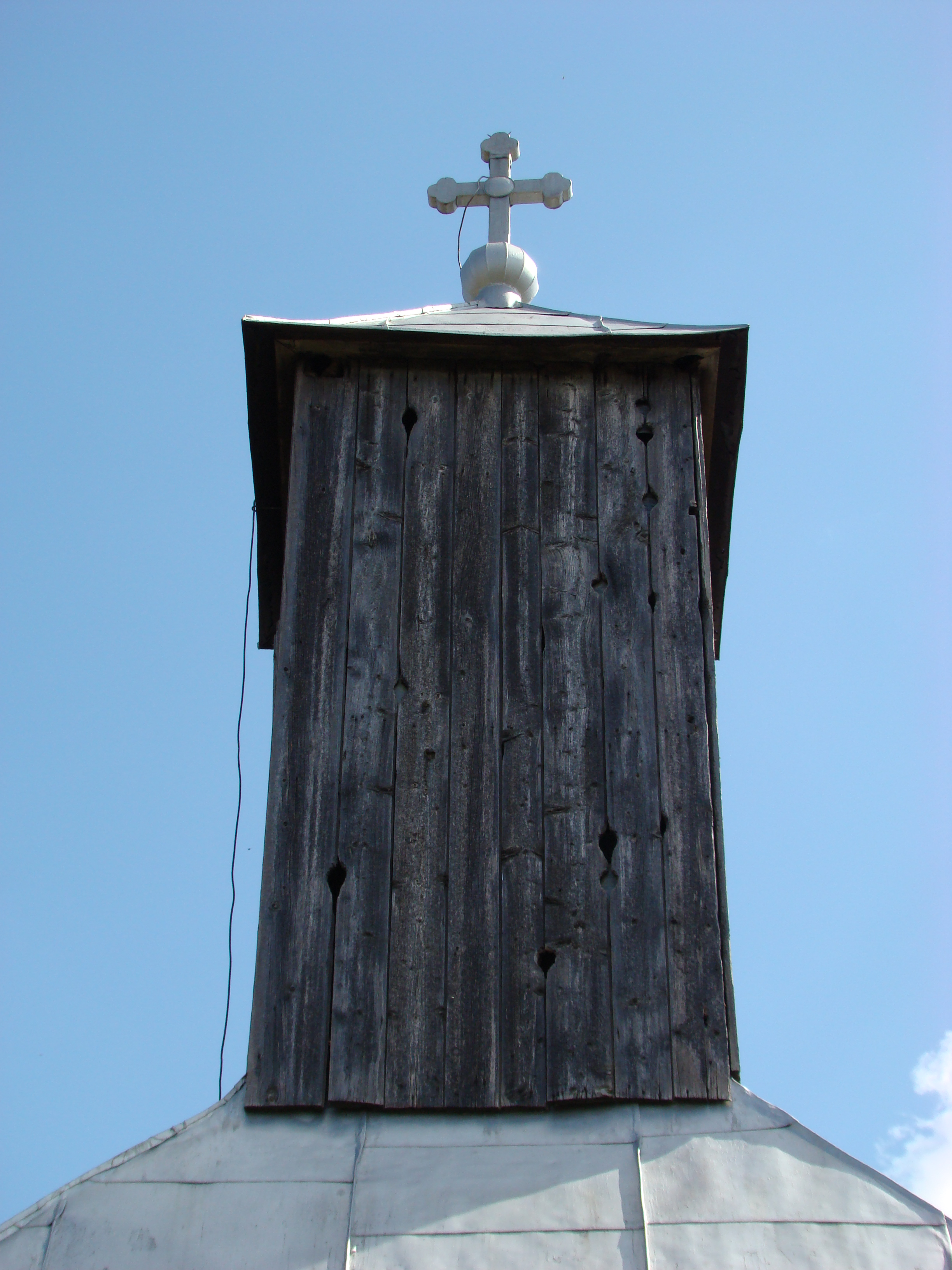
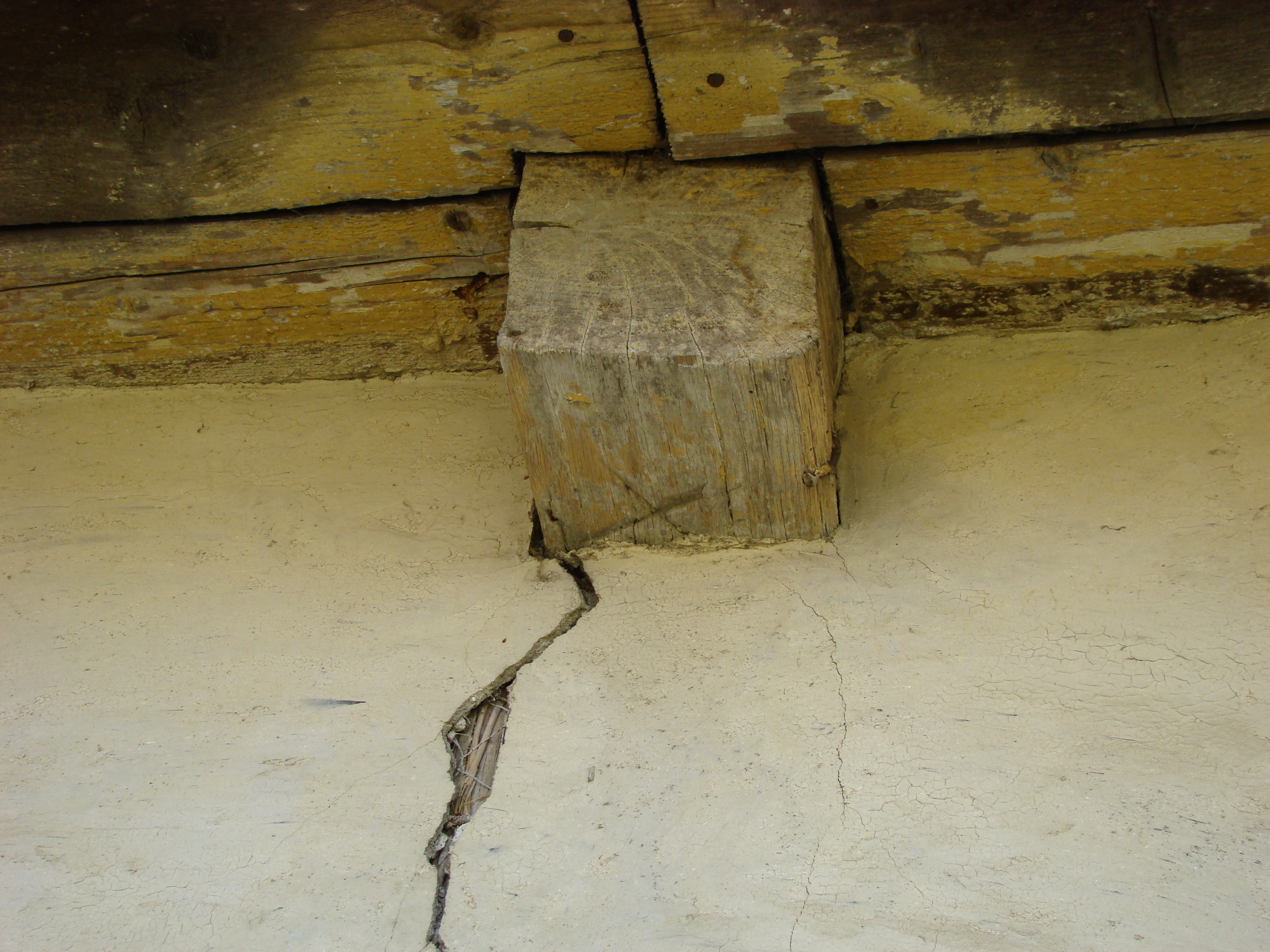
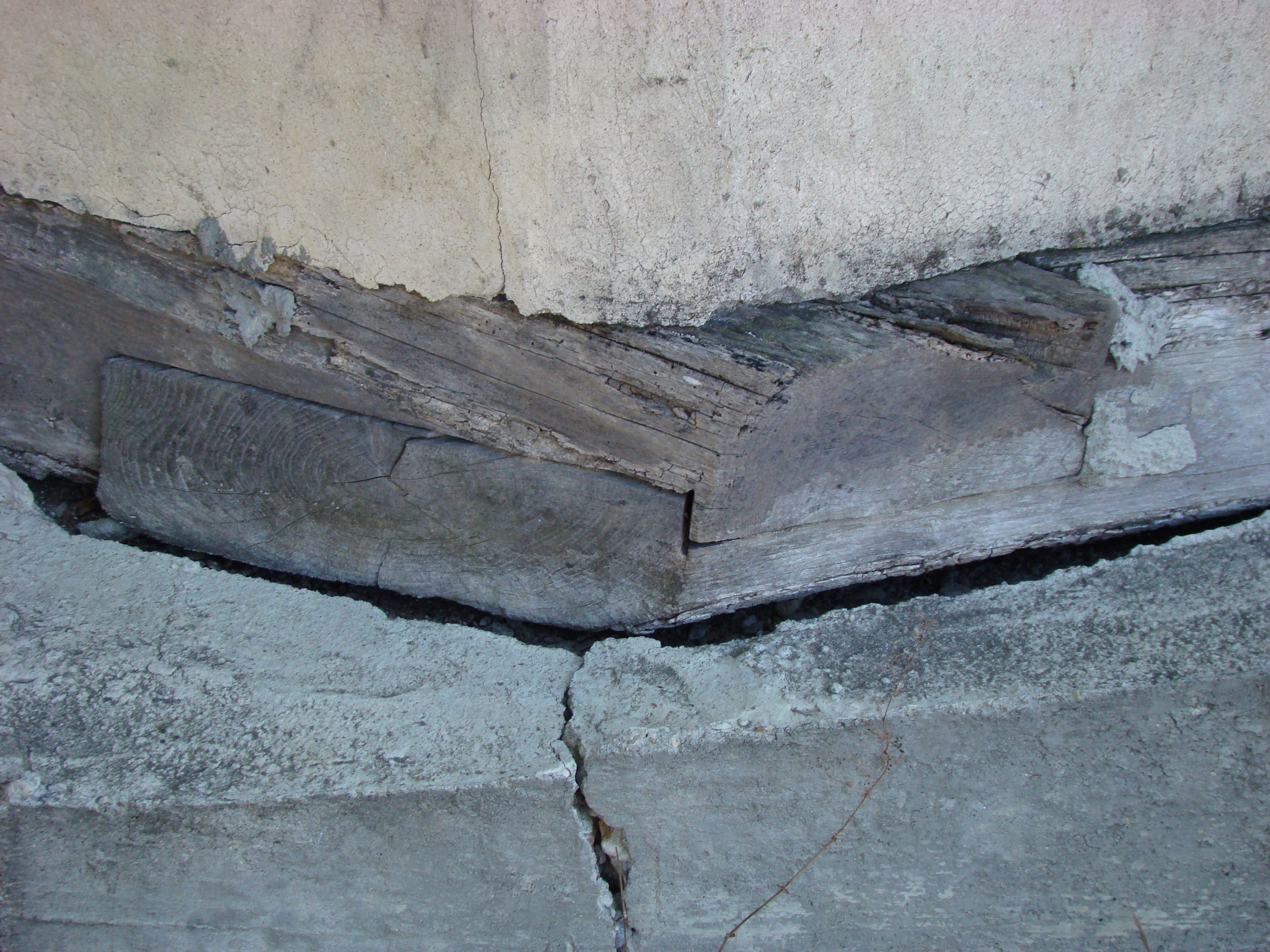
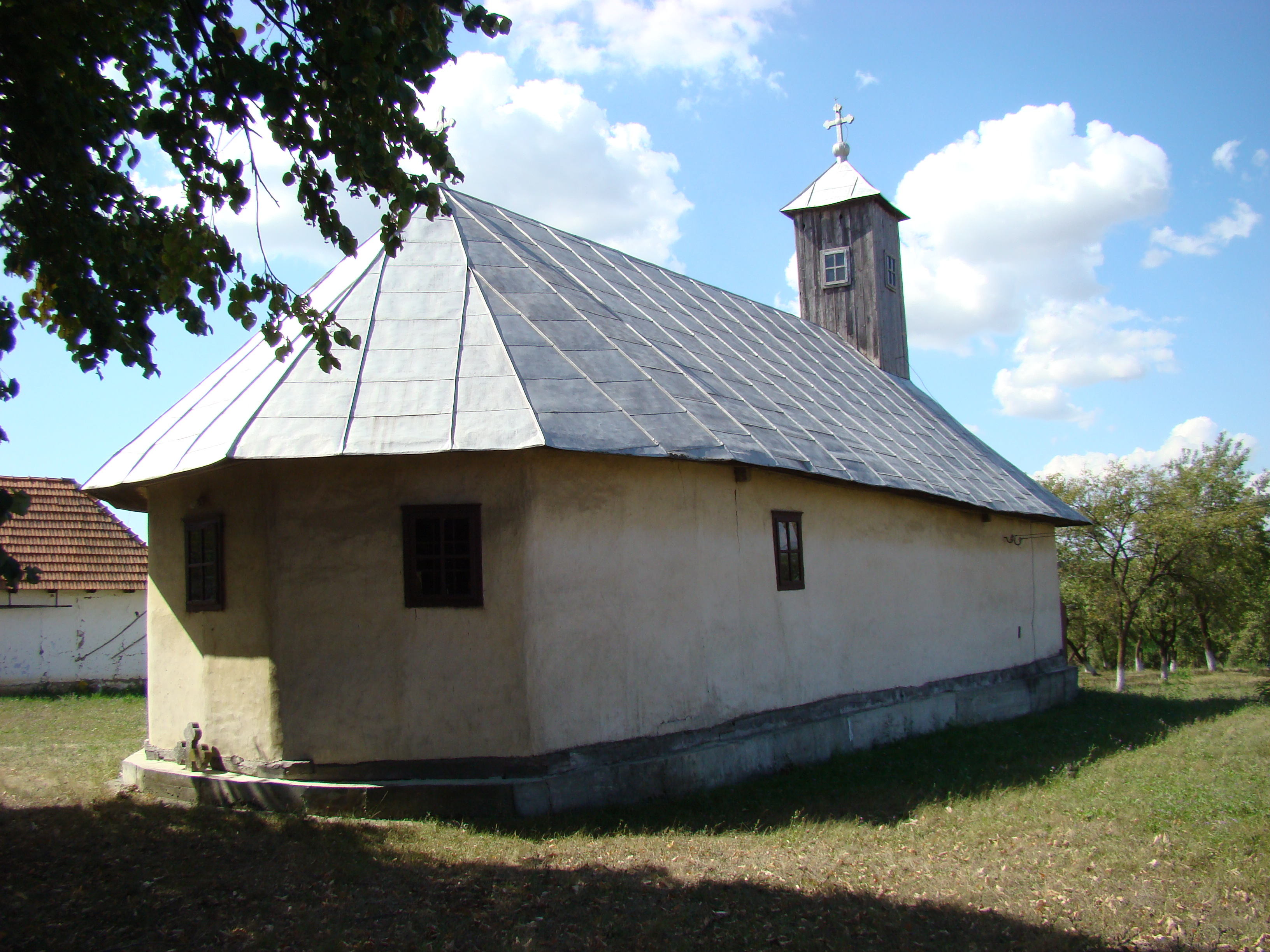
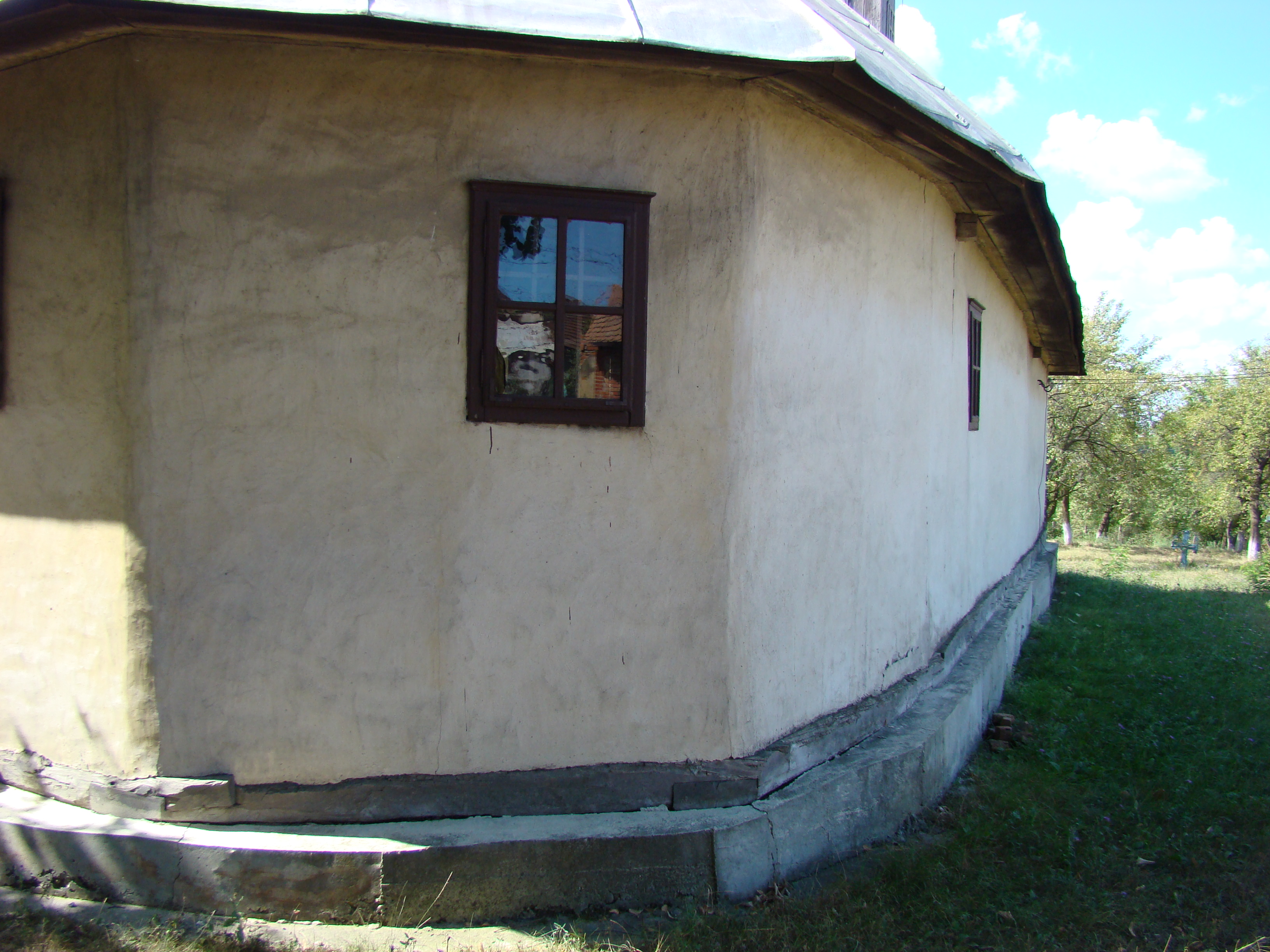
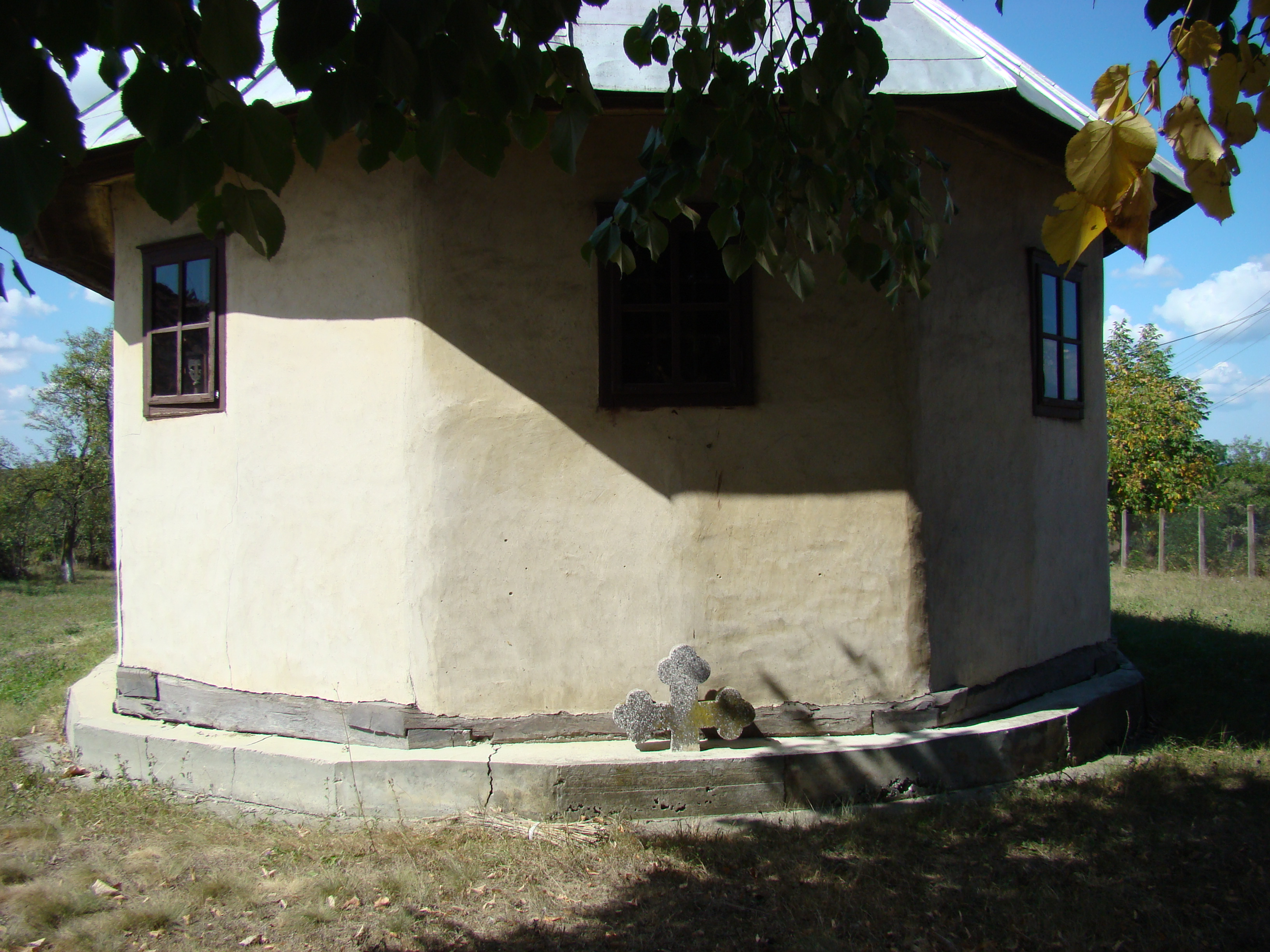
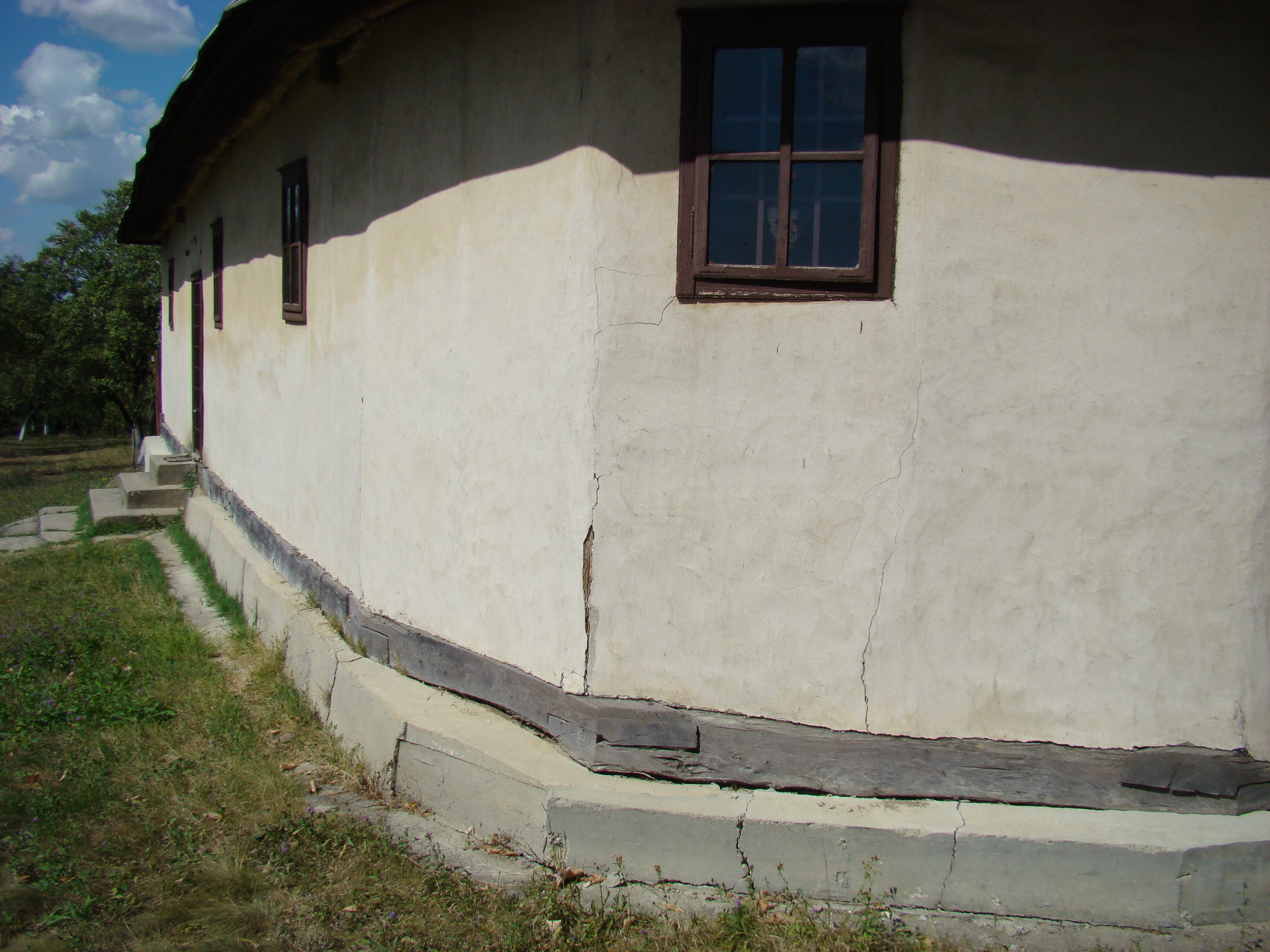
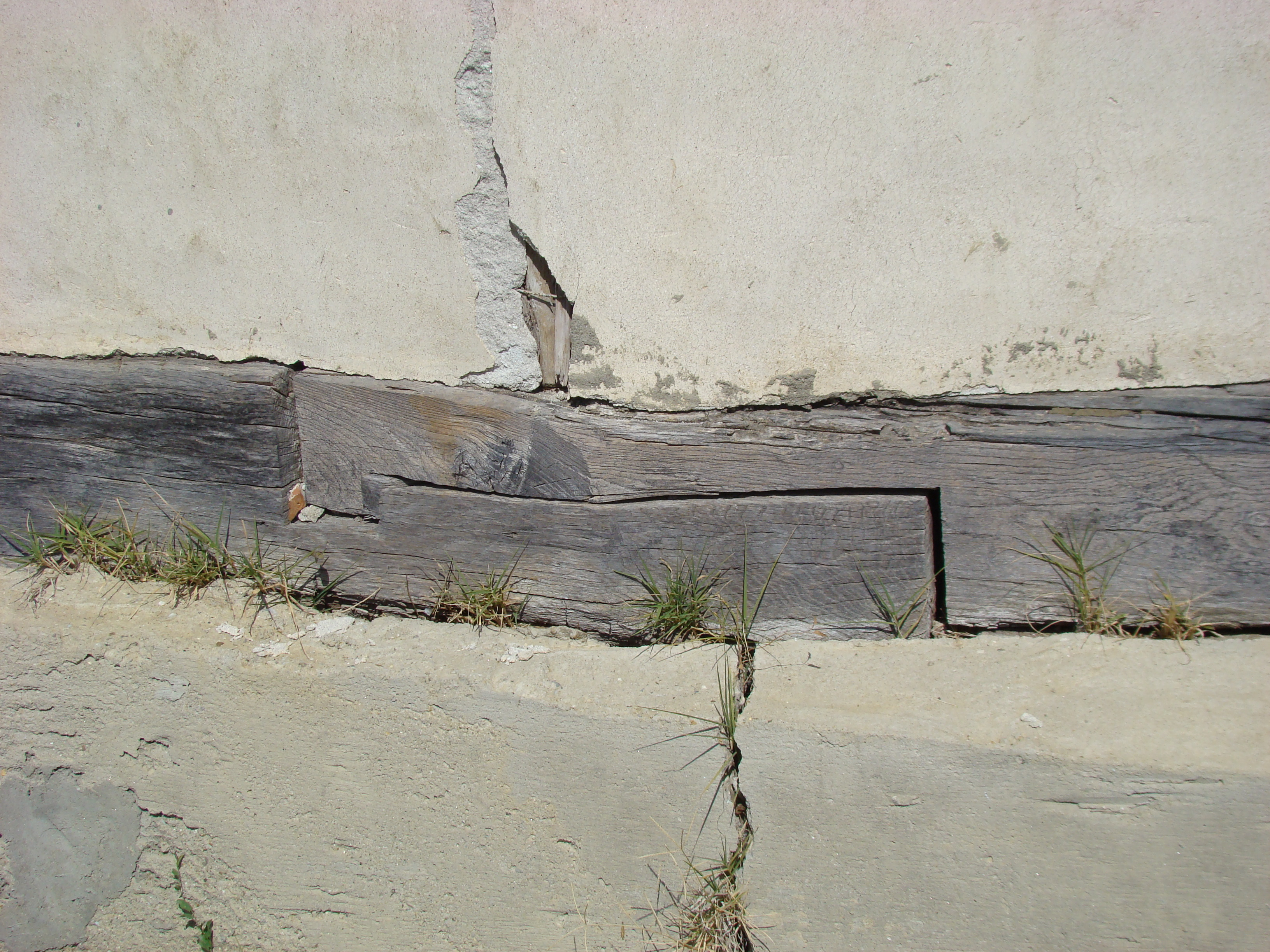
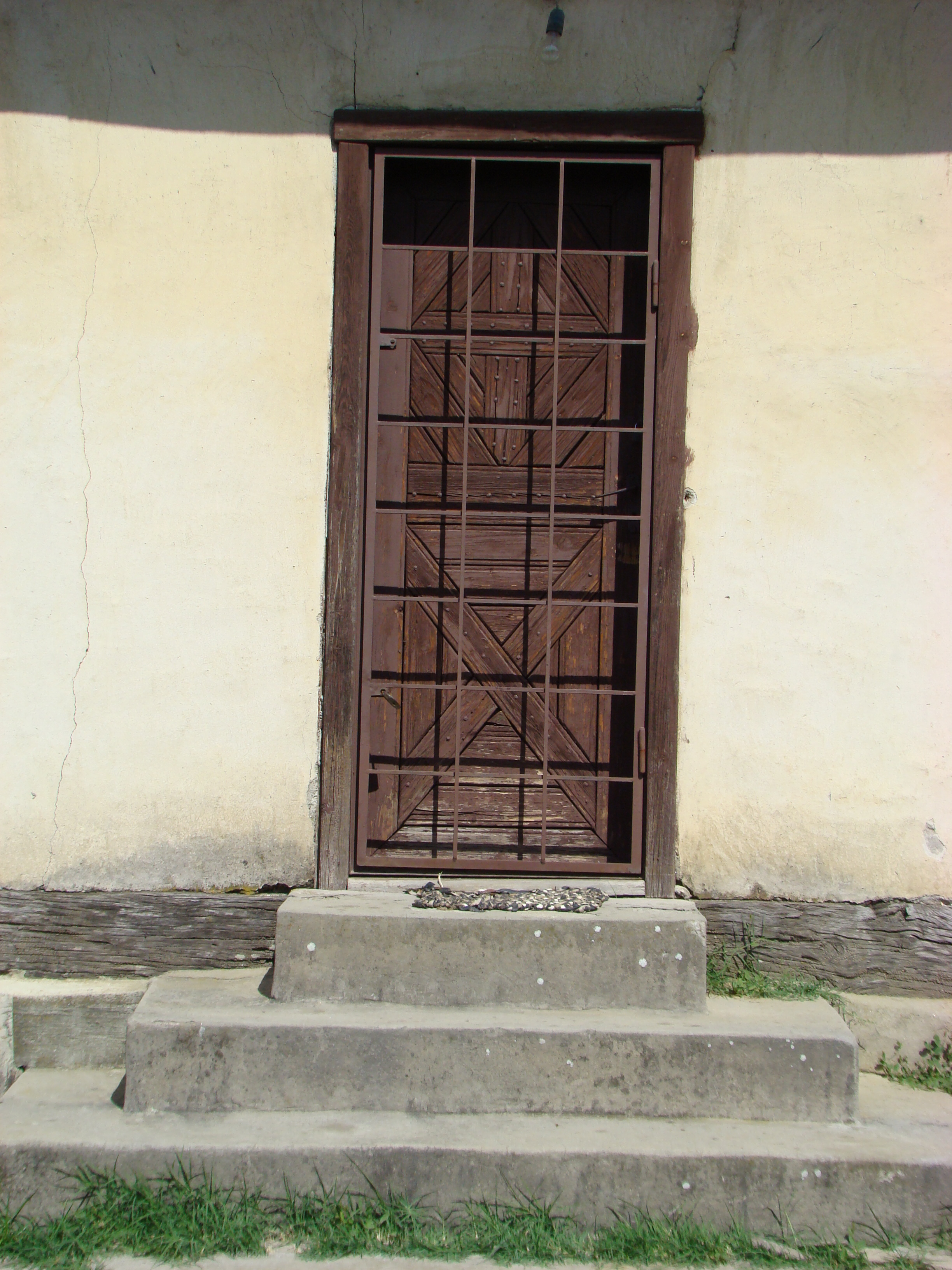
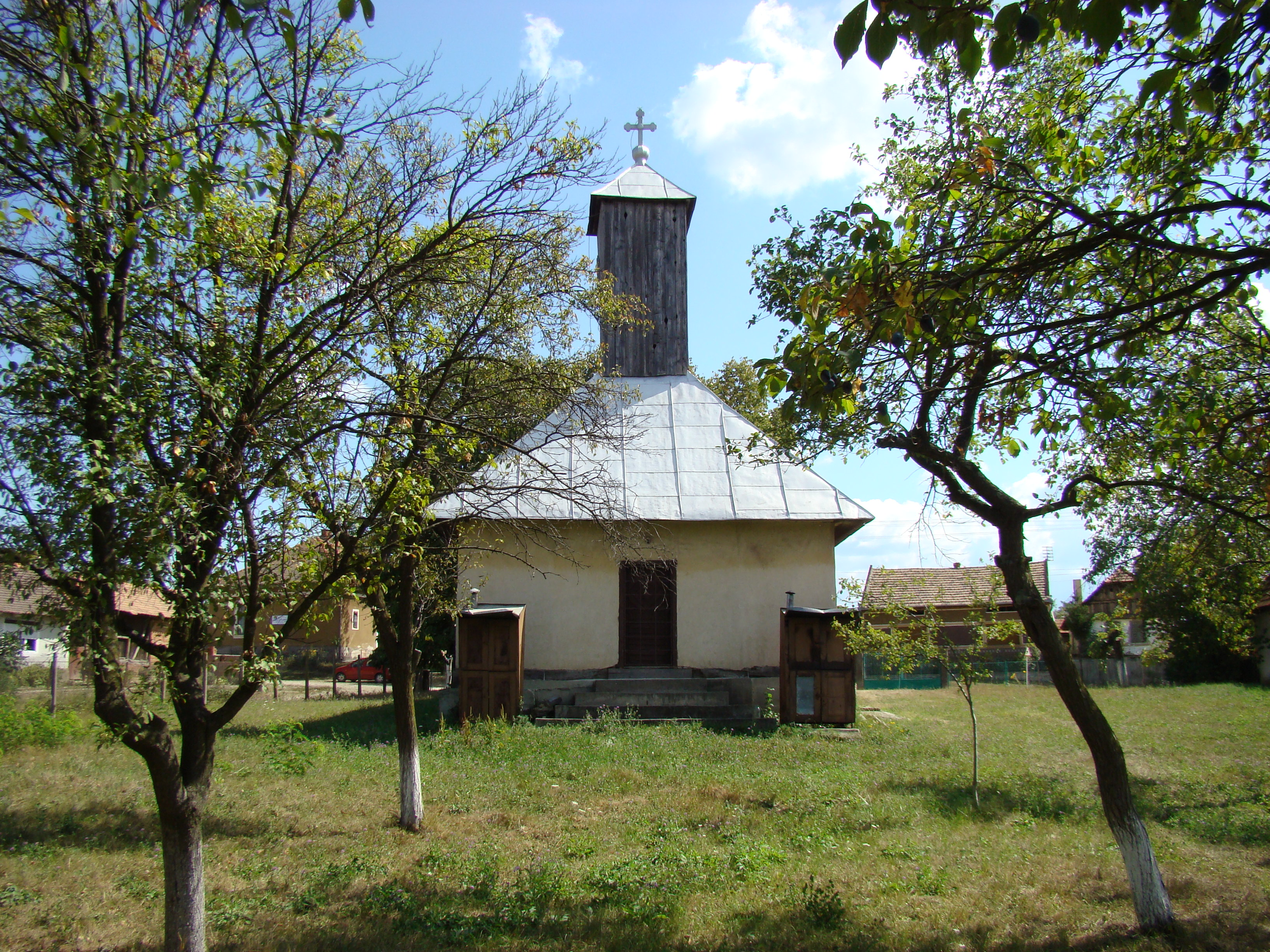
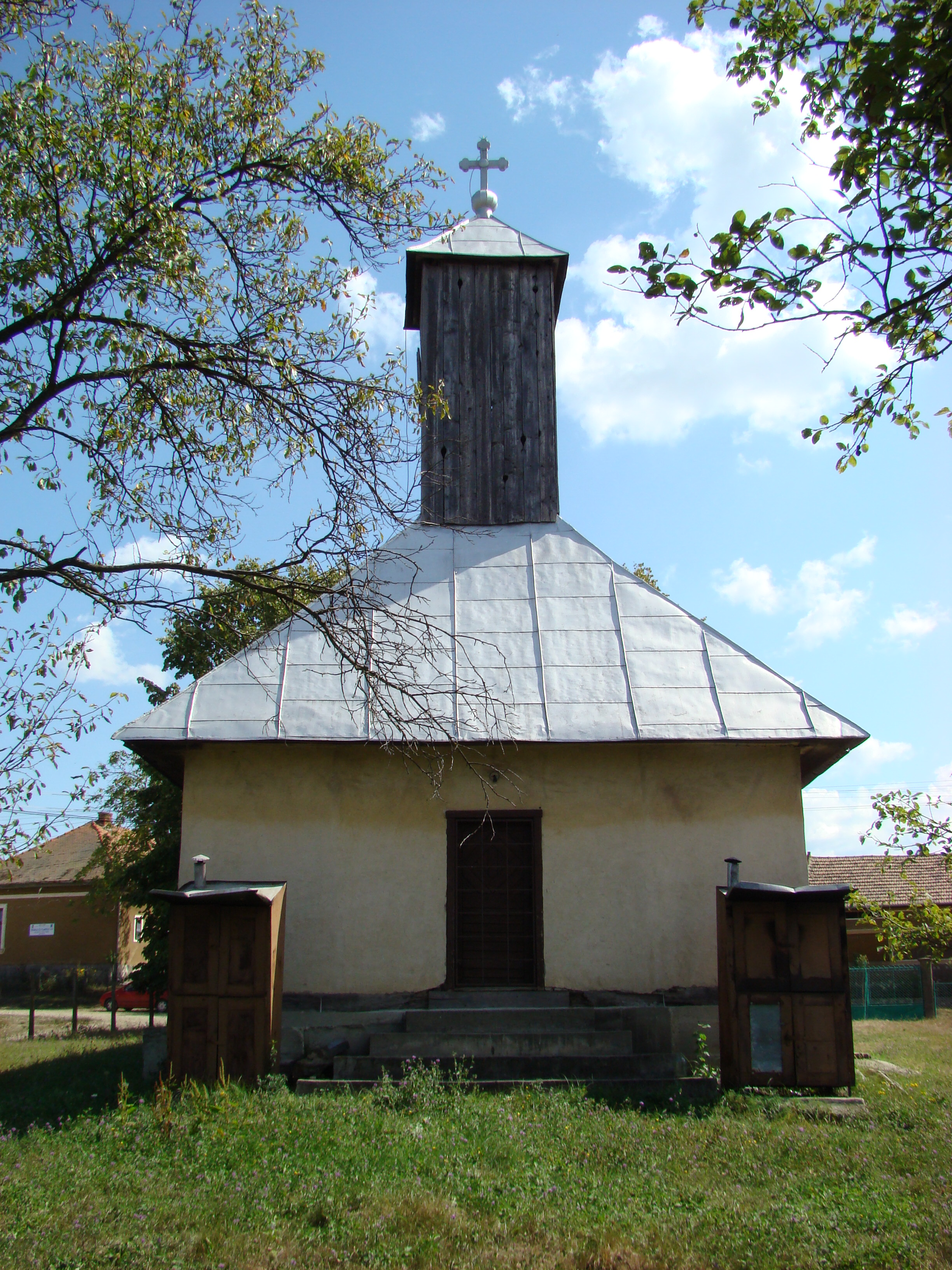
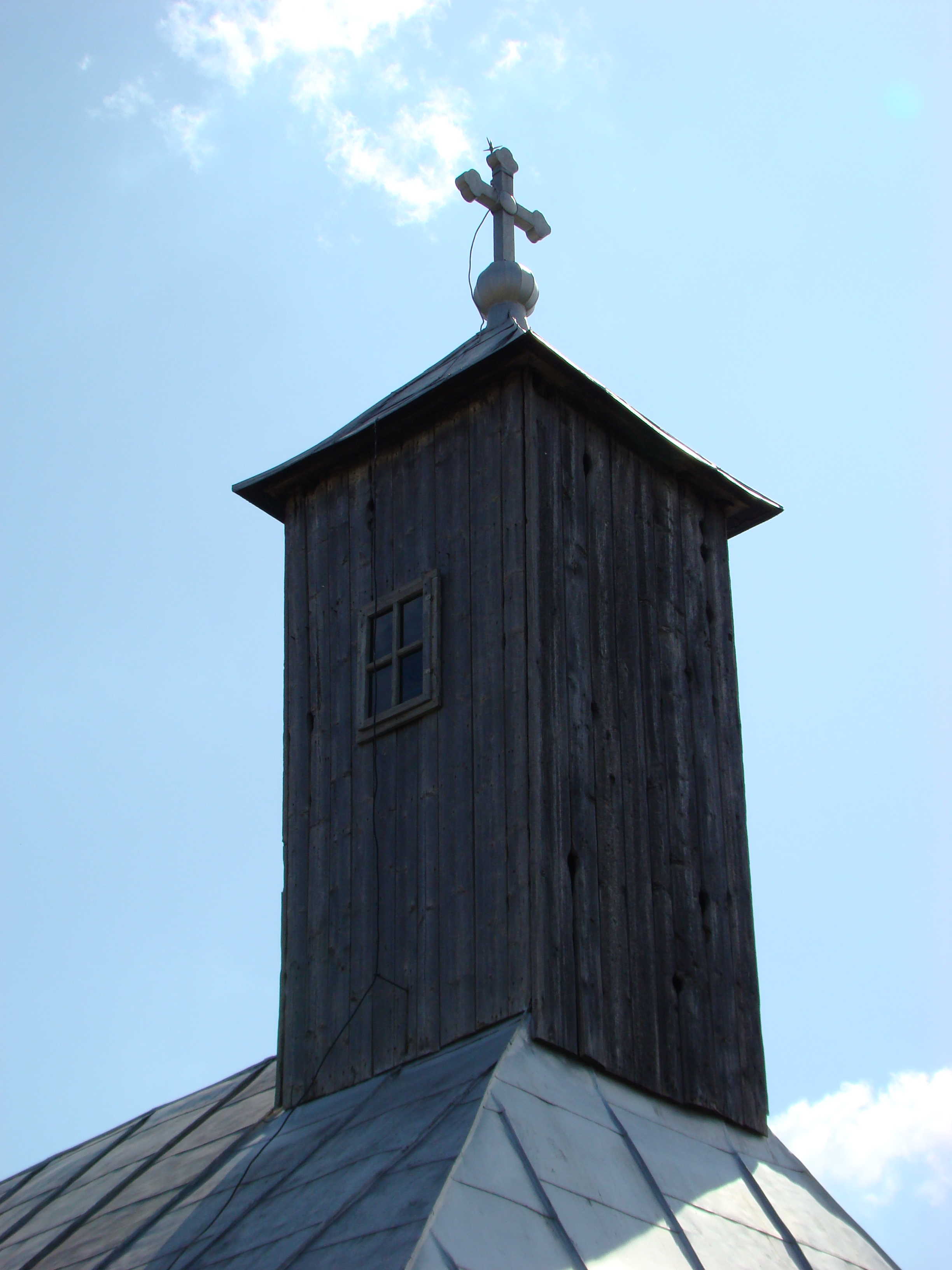
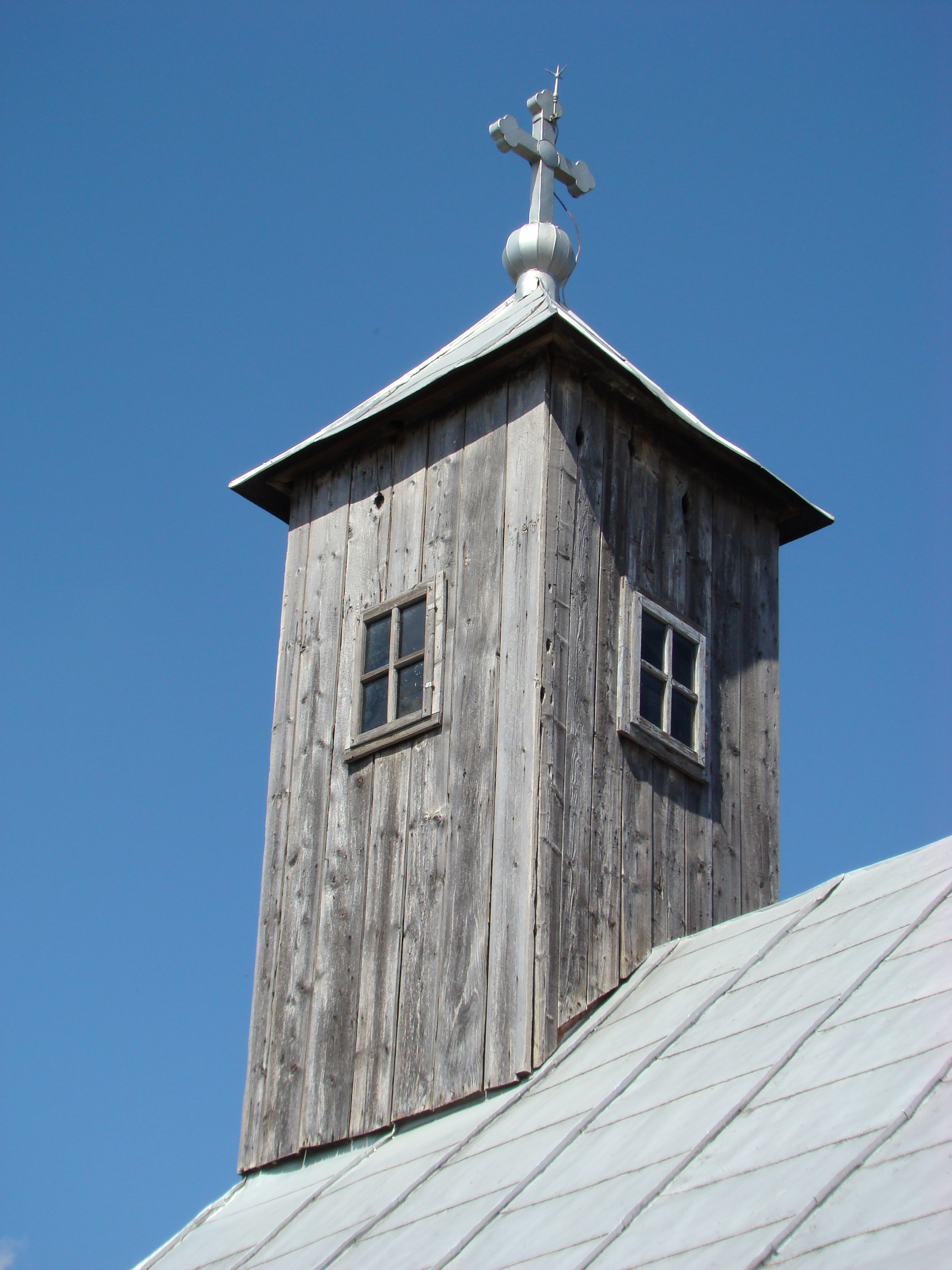
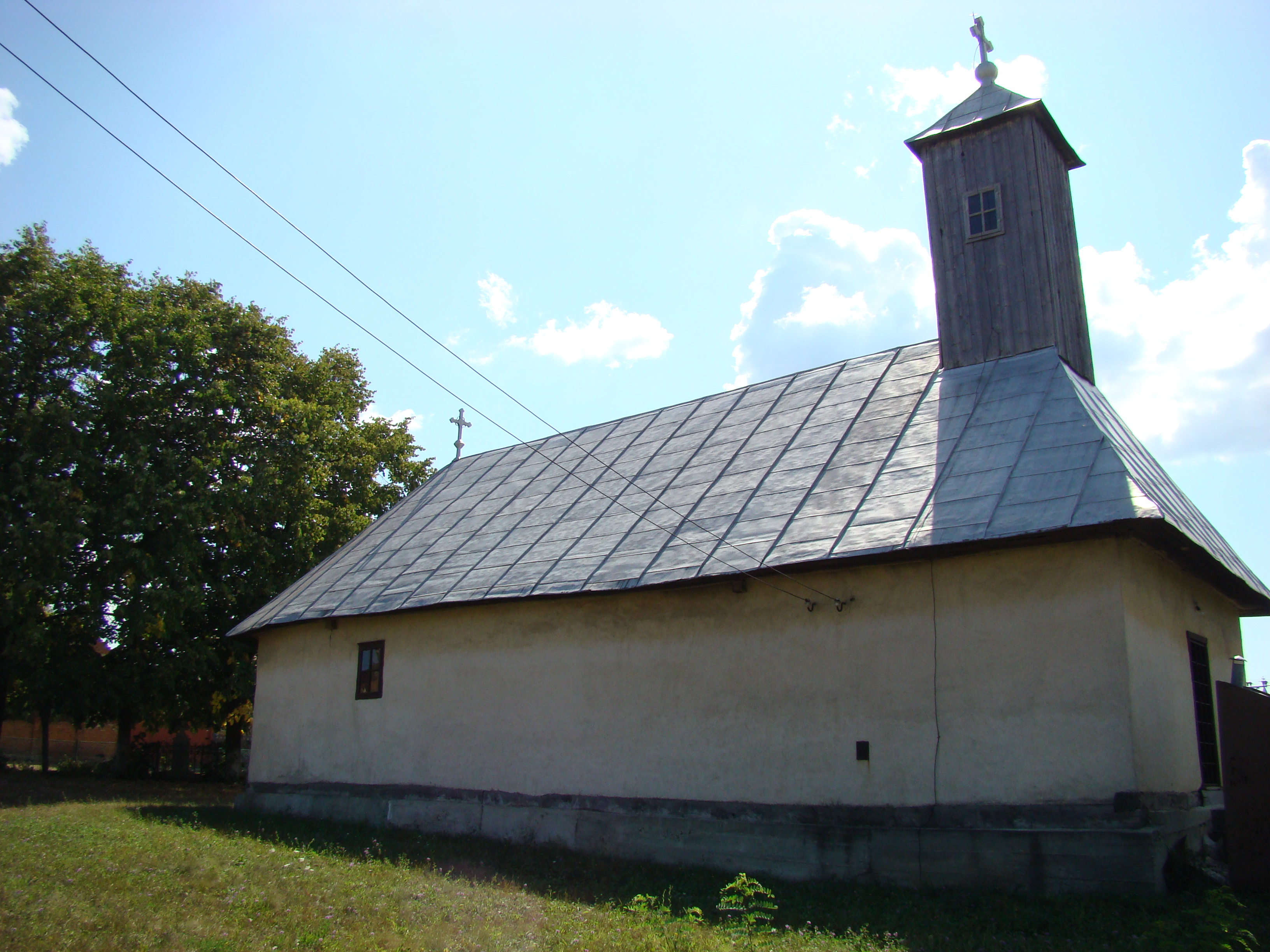
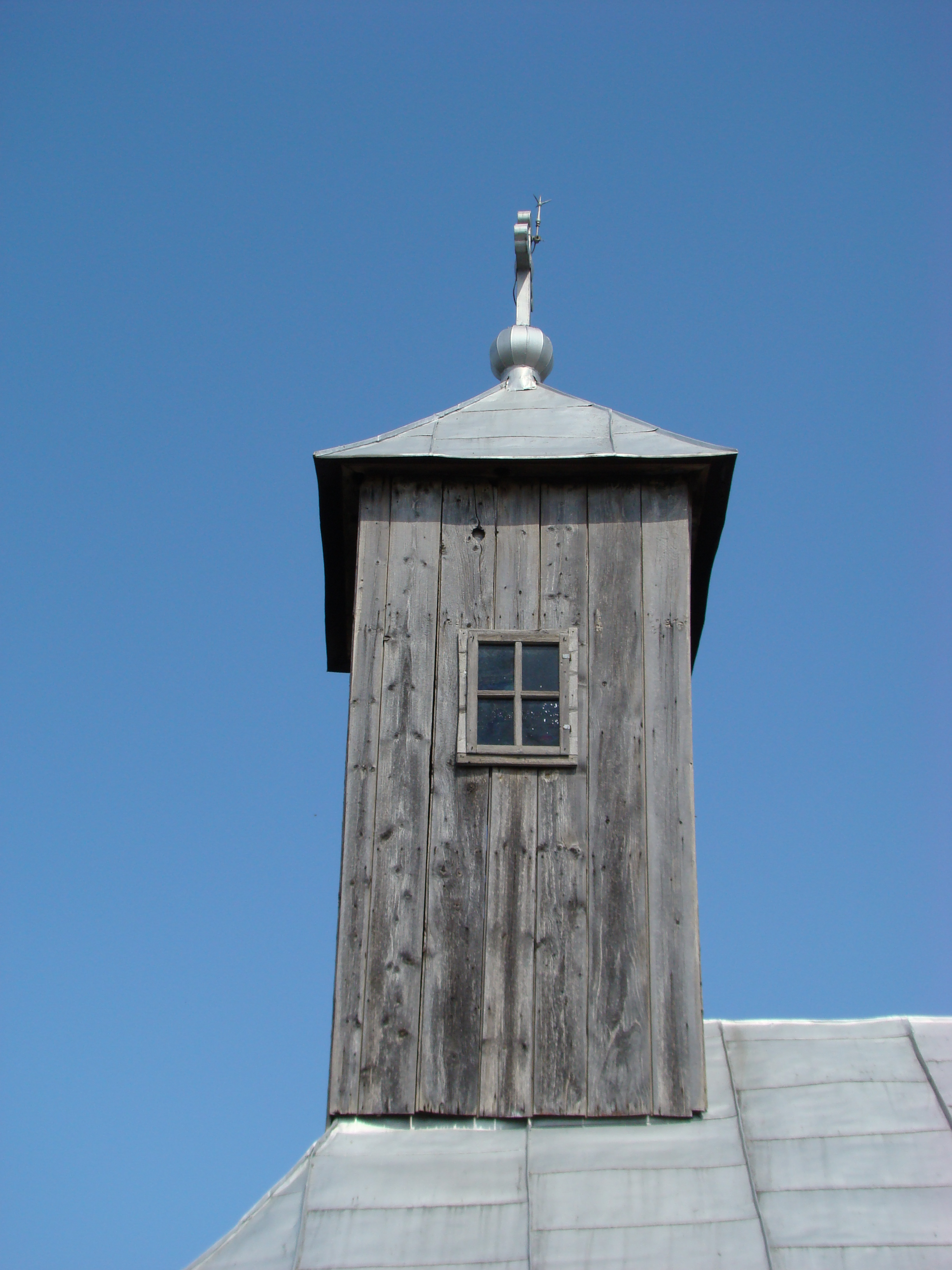
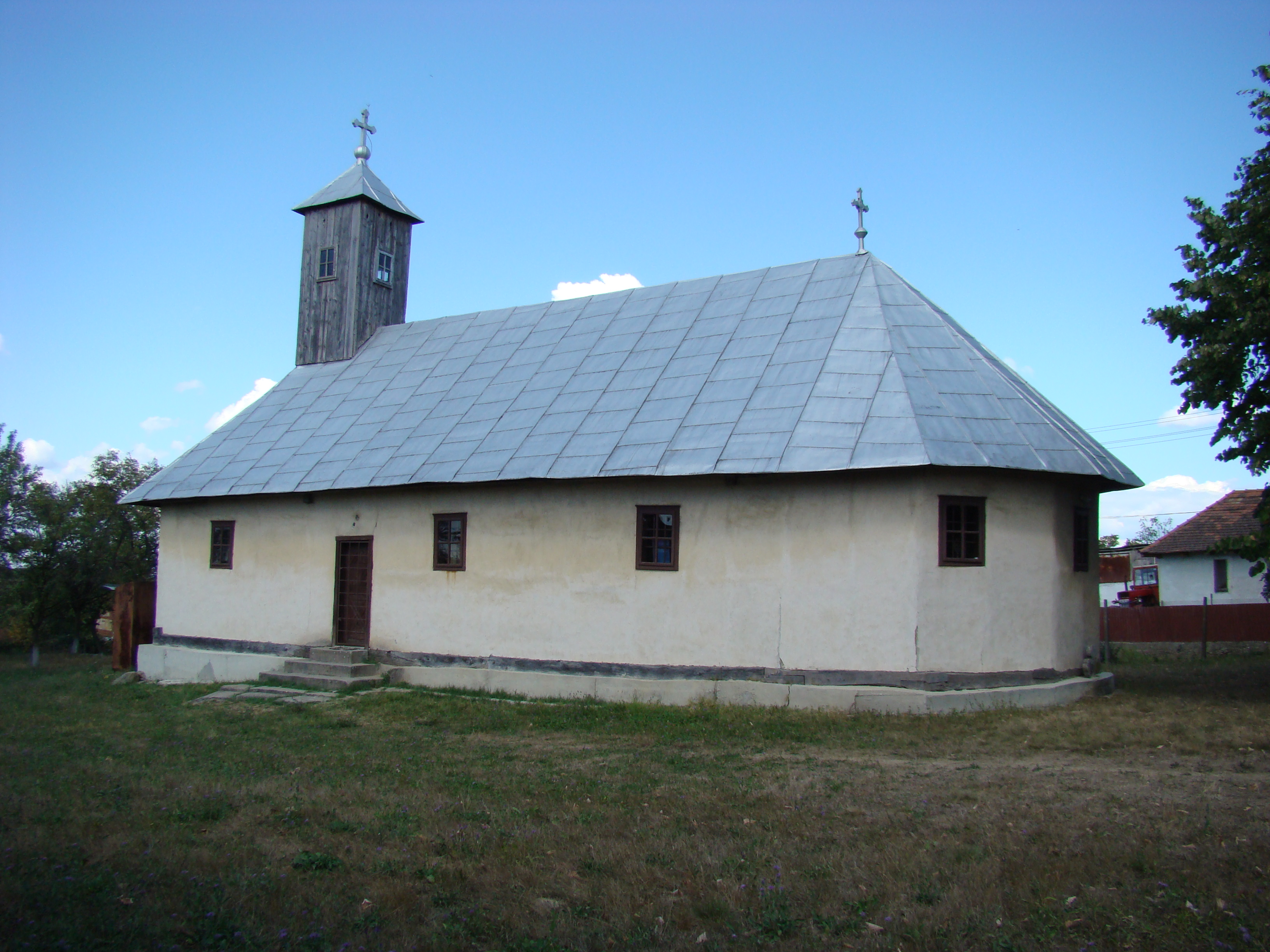